# 1993年の日本
1993年の日本（1993ねんのにほん）では、1993年（平成5年）の日本の出来事・流行・世相などについてまとめる。

## 他の紀年法
日本では、西暦の他にも以下の紀年法を使用している。なお、以下の紀年法は西暦と月日が一致している。
- 元号
  - 平成5年
- 神武天皇即位紀元
  - 皇紀2653年
- 干支
  - 癸酉（みずのと とり）

## カレンダー
| 1月 |    |    |    |    |    |    |
| 日  | 月 | 火 | 水 | 木 | 金 | 土 |
|     |    |    |    |    | 1  | 2  |
| 3   | 4  | 5  | 6  | 7  | 8  | 9  |
| 10  | 11 | 12 | 13 | 14 | 15 | 16 |
| 17  | 18 | 19 | 20 | 21 | 22 | 23 |
| 24  | 25 | 26 | 27 | 28 | 29 | 30 |
| 31  |    |    |    |    |    |    |
|     |    |    |    |    |    |    |

| 2月 |    |    |    |    |    |    |
| 日  | 月 | 火 | 水 | 木 | 金 | 土 |
|     | 1  | 2  | 3  | 4  | 5  | 6  |
| 7   | 8  | 9  | 10 | 11 | 12 | 13 |
| 14  | 15 | 16 | 17 | 18 | 19 | 20 |
| 21  | 22 | 23 | 24 | 25 | 26 | 27 |
| 28  |    |    |    |    |    |    |
|     |    |    |    |    |    |    |

| 3月 |    |    |    |    |    |    |
| 日  | 月 | 火 | 水 | 木 | 金 | 土 |
|     | 1  | 2  | 3  | 4  | 5  | 6  |
| 7   | 8  | 9  | 10 | 11 | 12 | 13 |
| 14  | 15 | 16 | 17 | 18 | 19 | 20 |
| 21  | 22 | 23 | 24 | 25 | 26 | 27 |
| 28  | 29 | 30 | 31 |    |    |    |
|     |    |    |    |    |    |    |

| 4月 |    |    |    |    |    |    |
| 日  | 月 | 火 | 水 | 木 | 金 | 土 |
|     |    |    |    | 1  | 2  | 3  |
| 4   | 5  | 6  | 7  | 8  | 9  | 10 |
| 11  | 12 | 13 | 14 | 15 | 16 | 17 |
| 18  | 19 | 20 | 21 | 22 | 23 | 24 |
| 25  | 26 | 27 | 28 | 29 | 30 |    |
|     |    |    |    |    |    |    |

| 5月 |    |    |    |    |    |    |
| 日  | 月 | 火 | 水 | 木 | 金 | 土 |
|     |    |    |    |    |    | 1  |
| 2   | 3  | 4  | 5  | 6  | 7  | 8  |
| 9   | 10 | 11 | 12 | 13 | 14 | 15 |
| 16  | 17 | 18 | 19 | 20 | 21 | 22 |
| 23  | 24 | 25 | 26 | 27 | 28 | 29 |
| 30  | 31 |    |    |    |    |    |
|     |    |    |    |    |    |    |

| 6月 |    |    |    |    |    |    |
| 日  | 月 | 火 | 水 | 木 | 金 | 土 |
|     |    | 1  | 2  | 3  | 4  | 5  |
| 6   | 7  | 8  | 9  | 10 | 11 | 12 |
| 13  | 14 | 15 | 16 | 17 | 18 | 19 |
| 20  | 21 | 22 | 23 | 24 | 25 | 26 |
| 27  | 28 | 29 | 30 |    |    |    |
|     |    |    |    |    |    |    |

| 7月 |    |    |    |    |    |    |
| 日  | 月 | 火 | 水 | 木 | 金 | 土 |
|     |    |    |    | 1  | 2  | 3  |
| 4   | 5  | 6  | 7  | 8  | 9  | 10 |
| 11  | 12 | 13 | 14 | 15 | 16 | 17 |
| 18  | 19 | 20 | 21 | 22 | 23 | 24 |
| 25  | 26 | 27 | 28 | 29 | 30 | 31 |
|     |    |    |    |    |    |    |

| 8月 |    |    |    |    |    |    |
| 日  | 月 | 火 | 水 | 木 | 金 | 土 |
| 1   | 2  | 3  | 4  | 5  | 6  | 7  |
| 8   | 9  | 10 | 11 | 12 | 13 | 14 |
| 15  | 16 | 17 | 18 | 19 | 20 | 21 |
| 22  | 23 | 24 | 25 | 26 | 27 | 28 |
| 29  | 30 | 31 |    |    |    |    |
|     |    |    |    |    |    |    |

| 9月 |    |    |    |    |    |    |
| 日  | 月 | 火 | 水 | 木 | 金 | 土 |
|     |    |    | 1  | 2  | 3  | 4  |
| 5   | 6  | 7  | 8  | 9  | 10 | 11 |
| 12  | 13 | 14 | 15 | 16 | 17 | 18 |
| 19  | 20 | 21 | 22 | 23 | 24 | 25 |
| 26  | 27 | 28 | 29 | 30 |    |    |
|     |    |    |    |    |    |    |

| 10月 |    |    |    |    |    |    |
| 日   | 月 | 火 | 水 | 木 | 金 | 土 |
|      |    |    |    |    | 1  | 2  |
| 3    | 4  | 5  | 6  | 7  | 8  | 9  |
| 10   | 11 | 12 | 13 | 14 | 15 | 16 |
| 17   | 18 | 19 | 20 | 21 | 22 | 23 |
| 24   | 25 | 26 | 27 | 28 | 29 | 30 |
| 31   |    |    |    |    |    |    |
|      |    |    |    |    |    |    |

| 11月 |    |    |    |    |    |    |
| 日   | 月 | 火 | 水 | 木 | 金 | 土 |
|      | 1  | 2  | 3  | 4  | 5  | 6  |
| 7    | 8  | 9  | 10 | 11 | 12 | 13 |
| 14   | 15 | 16 | 17 | 18 | 19 | 20 |
| 21   | 22 | 23 | 24 | 25 | 26 | 27 |
| 28   | 29 | 30 |    |    |    |    |
|      |    |    |    |    |    |    |

| 12月 |    |    |    |    |    |    |
| 日   | 月 | 火 | 水 | 木 | 金 | 土 |
|      |    |    | 1  | 2  | 3  | 4  |
| 5    | 6  | 7  | 8  | 9  | 10 | 11 |
| 12   | 13 | 14 | 15 | 16 | 17 | 18 |
| 19   | 20 | 21 | 22 | 23 | 24 | 25 |
| 26   | 27 | 28 | 29 | 30 | 31 |    |
|      |    |    |    |    |    |    |

## 在職者
- 天皇: 明仁
- 内閣総理大臣: 宮澤喜一（自由民主党）、8月9日から細川護熙（日本新党）
- 内閣官房長官: 河野洋平（自由民主党）、8月9日から武村正義（新党さきがけ）
- 最高裁判所長官: 草場良八
- 衆議院議長: 櫻内義雄（自由民主党）、6月18日から土井たか子（日本社会党）
- 参議院議長: 原文兵衛（自由民主党）
- 国会: 第126回 (常会, 1月22日-6月18日)、第127回 (特別会, 8月5日-28日)、第128回 (臨時会, 9月17日-1994年（平成6年）1月29日)

## 世相
- 形状記憶ワイシャツが発売され、話題となる。
- スズキ・ワゴンRが発売され、ロングセラーとなる。

### 1993年の流行語
「Jリーグ」が新語・流行語大賞の年間大賞を受賞した（その他の受賞語は後節「#流行語」も参照）。

## できごと

### 1月
- 1月1日 - 日刊福井が中日新聞社（北陸本社）の発行に移行（北陸中日新聞福井版と統合。1994年に『日刊県民福井』に改題）。
- 1月6日
  - 山花貞夫が日本社会党の委員長に就任。
  - 皇太子妃に小和田雅子内定と報道が夜半一斉に始まる（皇室会議での正式決定は1月19日）。
- 1月13日 - 山形県新庄市の市立明倫中学校の用具室で、1年生の生徒がマットに挟まれて窒息死しているのが発見される[書籍 1][書籍 2]。
- 1月19日 - 皇室会議で皇太子徳仁親王と小和田雅子の婚姻が決定。
- 1月22日 - 東京都板橋区の石神井川でクロスボウの矢が刺さったオナガガモが発見され、「矢ガモ」として騒動となる。
- 1月27日 - 大相撲力士の曙が横綱審議委員会で横綱昇進を推薦され、外国人力士として初めて横綱に昇進[書籍 1][書籍 3]。
- 1月31日 - イタリアで日本人女子大生6人が強姦被害に遭う[書籍 2]。国内マスコミ・識者・大衆による被害者バッシングが過熱した。

### 2月
- 2月 - 文部事務次官通知「高等学校の入学者選抜について」が発出される。中学校における業者テストの実施やその偏差値等に依存した進路指導を禁止。
- 2月2日 - NHK総合テレビで放送されたドキュメンタリー番組『NHKスペシャル 奥ヒマラヤ禁断の王国・ムスタン』でやらせがあったことが発覚[書籍 2]。
- 2月4日 - 岩手県雫石町において、アルペンスキー世界選手権大会が開催される。
- 2月5日 - ZARDがテレビ朝日の音楽番組『ミュージックステーション』に「負けないで」で出演。これが最後のテレビ番組出演となった。
- 2月7日 - M 6.6の「能登半島沖地震」発生。石川県で最大震度5。積雪が平年並みなら大きな被害が出た複合災害の可能性が指摘される。
- 2月19日 - 荻原健司、ノルディックスキー世界選手権ファールン大会のノルディック複合個人で日本人初の個人総合優勝[書籍 3]。
- 2月23日 - 日産自動車が座間工場（神奈川県座間市）での乗用車の生産を中止し、従業員を削減する計画を発表。
- 2月26日 - 1月30日に死去した服部良一に国民栄誉賞が贈られる。

### 3月

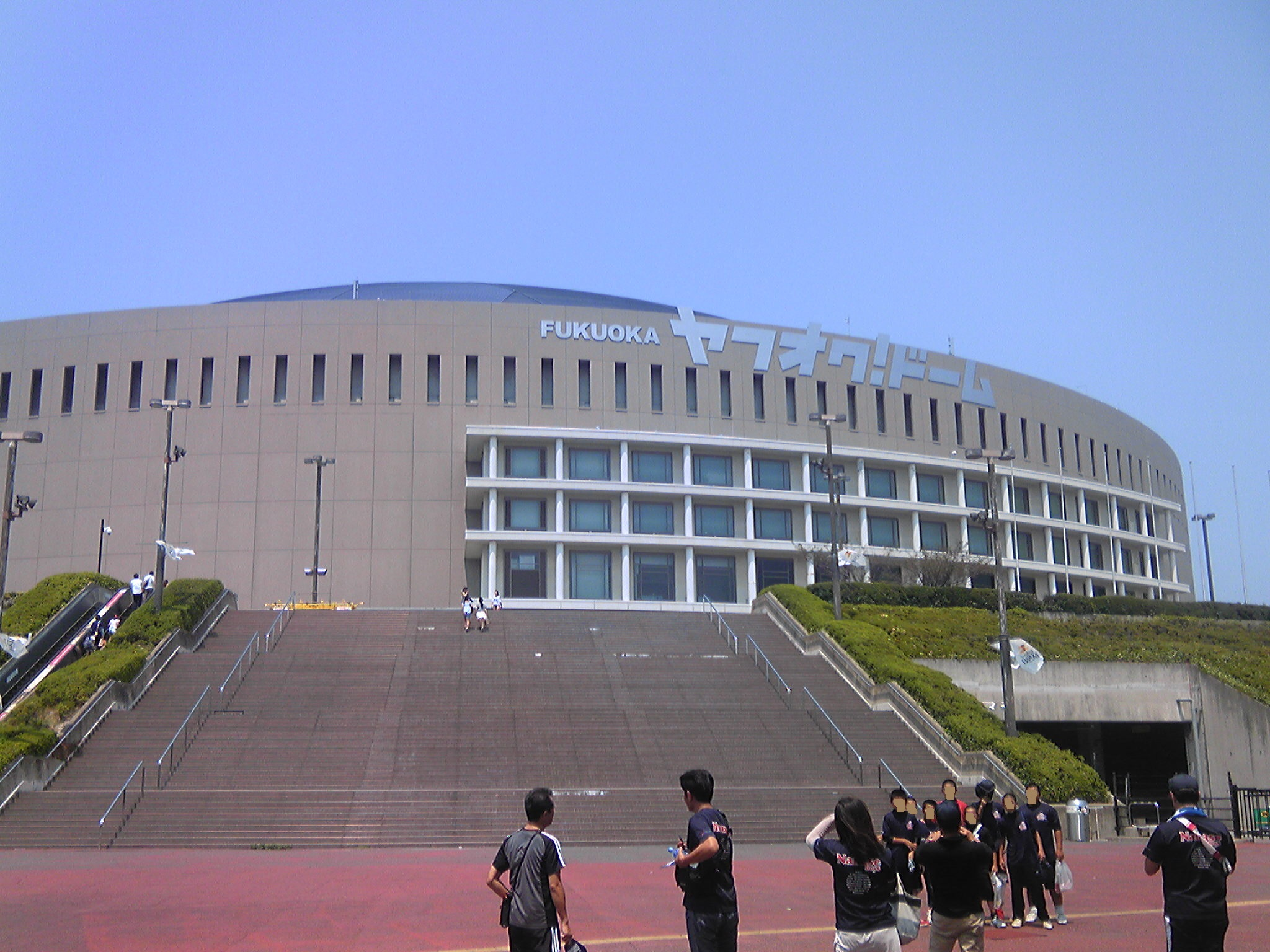
福岡ドーム（3月31日完成）

- 3月2日 - 元プロ野球選手の江夏豊、覚醒剤取締法違反容疑で逮捕[Web 1]。
- 3月3日 - 福岡市地下鉄1号線の博多駅 - 福岡空港駅間が開業。1号線は日本初の空港連絡地下鉄となり「空港線」に改称される。また2号線は「箱崎線」に改称された。
- 3月4日 - 大阪市営地下鉄堺筋線の動物園前駅 - 天下茶屋駅間が開業。
- 3月6日 - 元自由民主党副総裁の金丸信が脱税容疑で逮捕される[書籍 4][書籍 2]。
- 3月18日
  - JRグループダイヤ改正
    - 新幹線「のぞみ」が山陽新幹線でも運行開始、東京駅 - 博多駅間毎時1本ずつ運行。
    - 予讃線新居浜駅 - 今治駅間が電化されたことにより、高松駅 - 伊予市駅間の全区間の電化が完成。これにより、岡山駅 - 松山駅間を結ぶ特急「しおかぜ (列車)」「いしづち」が8000系電車に置き換えられる。

  - 横浜市営地下鉄新横浜駅 - あざみ野駅間、東海交通事業城北線尾張星の宮駅 - 枇杷島駅間がそれぞれ延伸開業。
- 3月20日 - 福島県須賀川市・玉川村に福島空港が開港。
- 3月25日
  - 長野自動車道が全線開通。
  - 海上自衛隊の護衛艦で日本初のイージス艦こんごう型護衛艦の1番艦こんごうが就役。
- 3月26日
  - 仙台拘置支所で死刑囚1人、大阪拘置所で死刑囚2人の死刑が執行される。死刑執行は1989年11月10日以来3年4か月ぶり。
  - 第65回選抜高等学校野球大会が阪神甲子園球場にて開幕。
- 3月27日 - 一般国道450号 - 507号が昇格（平成4年4月政令第104号の施行）。
- 3月31日
  - 日本で2番目のドーム球場である福岡ドームが竣工。
  - 函館市電の函館駅前 - ガス会社前間、五稜郭公園前 - ガス会社前間がこの日限りで廃止。
  - 南海天王寺支線がこの日限りで廃止。

### 4月
- 4月1日
  - 東京都健康プラザハイジアが竣工。

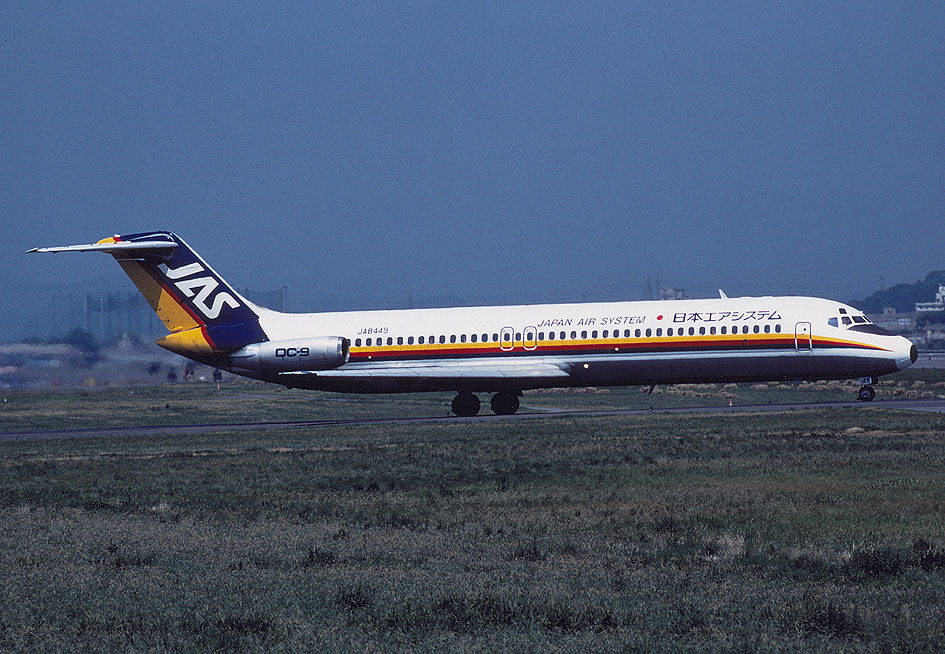
日本エアシステム451便着陸失敗事故（4月18日発生）

  - 十条製紙と山陽国策パルプが合併し、日本製紙が発足。
  - 本田技研工業といすゞ自動車が商品の相互補完に関する基本契約を締結。
  - フジテレビ、人気動物ミニ番組『ペット百科』放送開始。
  - 山形テレビ（YTS）がテレビ朝日系列にネットチェンジ。
- 4月5日 - 第65回選抜高等学校野球大会の決勝が阪神甲子園球場で行われ大阪府代表の上宮高等学校が埼玉県代表の大宮東高等学校を、3-0で下し、初優勝。
- 4月8日 - カンボジアで選挙監視活動中に、国連ボランティア（UNV）中田厚仁が射殺される[書籍 4][書籍 2]。
- 4月10日 - NHK総合テレビ、アニメ『忍たま乱太郎』放送開始（翌1994年以降はNHK教育テレビで続編を放送し長寿番組に）。
- 4月18日 - 岩手県花巻空港で日本エアシステム451便着陸失敗事故が発生。機体は大破炎上、重軽症者58名。
- 4月20日 - 埼玉県で埼玉愛犬家連続殺人事件（第一の事件）が発生。
- 4月22日 - 「道の駅」制度正式開始。全国103箇所が指定。
- 4月23日 - 天皇・皇后、即位後初の沖縄県訪問[書籍 2]。

### 5月
- 5月4日 - カンボジア北西部バンテイメンチェイ州アンピル村駐在の国連カンボジア暫定統治機構 (UNTAC)日本人文民警察官5人が、オランダ部隊の護衛を受け、車両6台編成で国道691号を移動中襲われ、岡山県警の高田晴行警部補が殉職、4人が重軽傷を負った[書籍 5][書籍 6]。
- 5月8日 - 神奈川県横浜市金沢区に水族館「横浜・八景島シーパラダイス」が開園。
- 5月15日 - 日本プロサッカーリーグ（Jリーグ）が開幕[書籍 1][書籍 3]。最初の試合は国立競技場で行われた横浜マリノス VS ヴェルディ川崎の一戦であった。
- 5月18日 - マイクロソフトがWindows 3.1日本語版を発売[書籍 6]。
- 5月27日 - 長谷川町子の漫画著書を出版していた姉妹社が廃業、『サザエさん』を始めとする長谷川町子の著書が全て絶版、著作権管理は長谷川町子美術館に移管。
- 5月30日
  - 巨人が東京ドームでの対中日戦に勝利し、球団創設以来4000勝達成。
  - 柴田政人が19回目の挑戦で日本ダービー制覇を達成。

### 6月
- 6月1日
  - 定期預金金利の完全自由化開始。
  - 富士通ゼネラルが「プラズマビジョンM-21」を発売。
- 6月6日 - 朝日新聞が、この日の社説で皇室報道から敬語を廃止することを発表[書籍 6]。
- 6月9日 - 皇太子徳仁親王、小和田雅子のご成婚[書籍 5][書籍 6]。（皇太子徳仁親王と小和田雅子の結婚の儀）
- 6月10日 - 東海道新幹線墨子事件が発生。
- 6月13日 - NHK福岡放送局、RKB毎日放送、九州朝日放送、テレビ西日本の在福岡テレビ局の親局が福岡タワー（福岡市早良区百道浜）に移転。
- 6月18日 - 内閣不信任案が可決し、衆議院解散（嘘つき解散、政治改革解散）[書籍 5][書籍 6]。
- 6月21日 - 新党さきがけ結成[書籍 5][書籍 6]。
- 6月23日 - 新生党結成[書籍 5][書籍 7]。
- 6月24日 - ウォン・カークイが『ウッチャンナンチャンのやるならやらねば!』（フジテレビ）の収録中に転落事故。6日後に死亡。
- 6月26日 - セガ・エンタープライゼスの幼児向けの電子飼育玩具ソフト「キッズコンピュータ・ピコ」を発売。
- 6月28日 - この日発表されたオリコンシングルチャートで、ビーイング所属ミュージシャンの楽曲が1位から6位までを独占する。（ビーイングブーム参照）
- 6月29日 - ゼネコン汚職で仙台市長石井亨を逮捕[書籍 1][書籍 8]。

### 7月

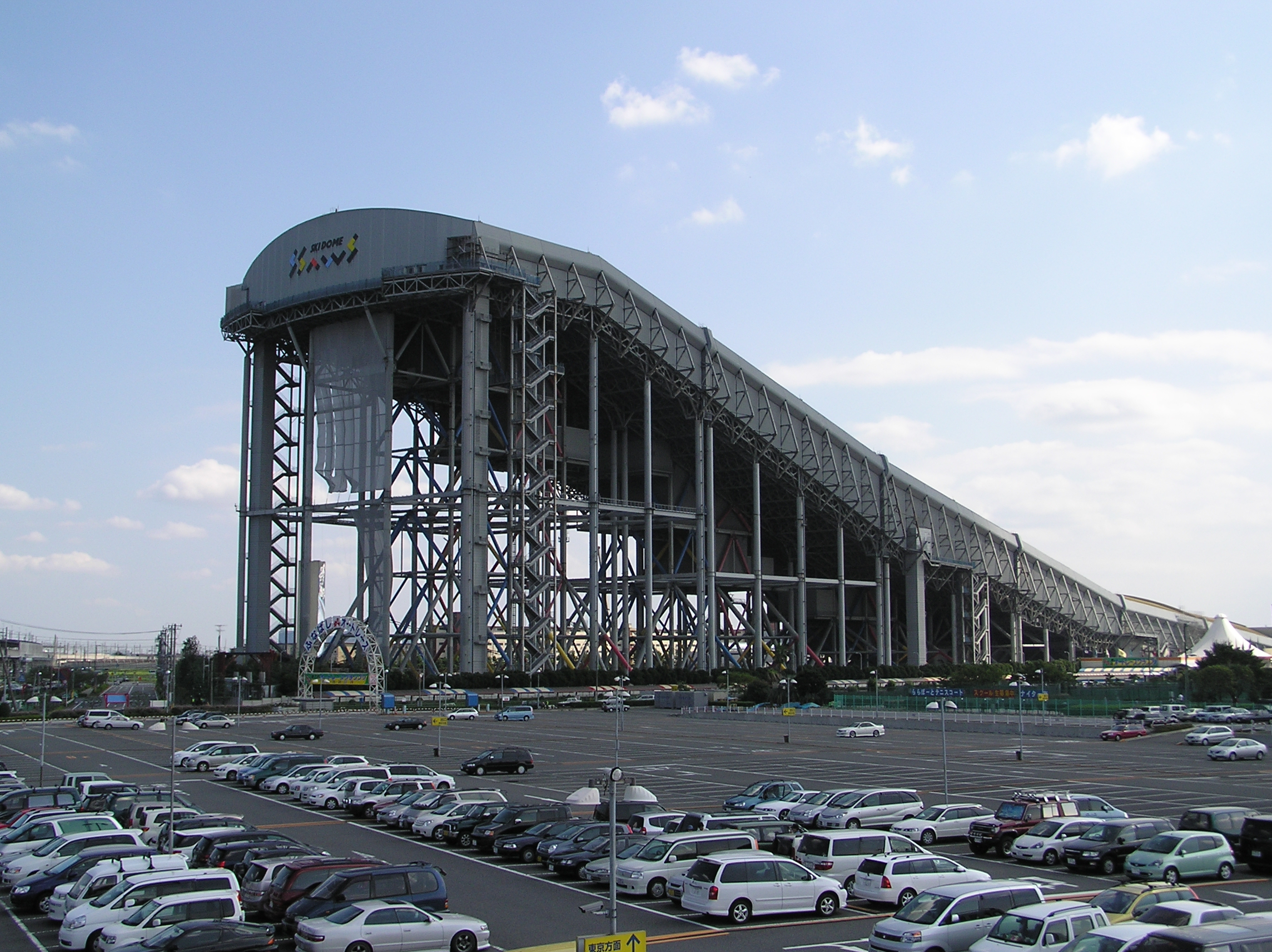
ららぽーとスキードームSSAWS（7月15日開業）

- 7月1日 - 映画製作会社にっかつが倒産[書籍 9][書籍 8]。
- 7月2日 - 島根県益田市に石見空港が開港。
- 7月7日 - 第19回先進国首脳会議（サミット）が東京都港区の赤坂迎賓館で開幕、7月9日まで[書籍 5][書籍 8]。
- 7月12日 - 北海道南西沖地震発生[書籍 8]。奥尻島で死者176人。
- 7月15日 - 千葉県船橋市に室内スキー場・ららぽーとスキードームSSAWSが開業。
- 7月16日 - 神奈川県横浜市西区のベイサイド（みなとみらい）に超高層ビル・横浜ランドマークタワーが開業。開業当時はそれまでの東京都庁第一本庁舎を抜き日本一高いビルであった。
- 7月17日 - 信州博覧会開幕。会期は9月26日まで。
- 7月18日 - 第40回衆議院議員総選挙 - 新党さきがけ、新生党、日本新党の新党が大躍進（新党ブーム）。一方、自由民主党、日本社会党が敗北[書籍 5][書籍 8]。
- 7月21日 - 埼玉県で 埼玉愛犬家連続殺人事件（第二の事件）が発生。
- 7月31日 - 新潟交通電車線月潟駅 - 燕駅間がこの日限りで廃止。これにより、同線は1999年に全線廃止されるまで他の鉄道路線との接続が全くない孤立路線となっていた。

### 8月

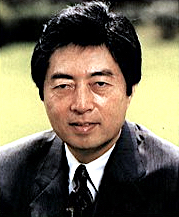
細川護熙が第79代日本国首相に就任（8月10日、1993年8月撮影

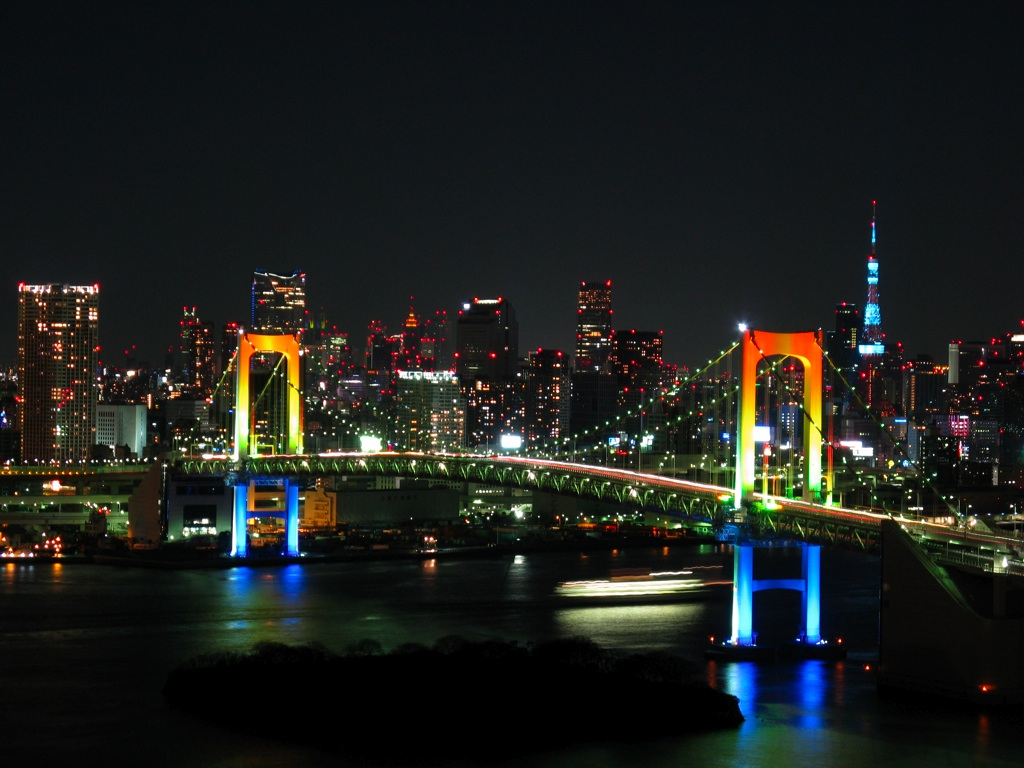
レインボーブリッジ開通（8月26日）

- 8月1日 - FM NORTH WAVE開局。
- 8月4日 - 河野洋平官房長官が、首相官邸で河野談話を発表[書籍 8]。38年振りの政権交代の5日前。
- 8月5日 - 阪和銀行副頭取射殺事件。
- 8月6日
  - 九州南部の記録的な集中豪雨により鹿児島市内で大規模な河川氾濫・土砂災害が発生、多数の死傷者を出す。）。
  - 土井たか子元社会党委員長が日本初の女性衆議院議長に[書籍 8]。
- 8月8日 - 第75回全国高等学校野球選手権大会が阪神甲子園球場で開幕。
- 8月9日 - さきがけ・新生・日本新党の新党3党に加え、社会・公明・民社・社民連・参院の民主改革連合によって非自民・非共産連立政権である細川内閣が発足、55年体制の崩壊[書籍 5][書籍 8]。
- 8月10日
  - 細川首相、記者会見で戦後の首相で初めて「先の戦争は侵略戦争」と明言[書籍 8]。
  - 山梨県甲府市で、甲府信用金庫の女性従業員が男に誘拐、8月17日に女性の遺体が静岡県内で発見される（甲府信金OL誘拐殺人事件）。
- 8月11日 - 東京都昭島市役所で市内在住の夫婦が「悪魔」と命名された男児の出生届を提出。受理に関して騒動となる。
- 8月23日 - 第75回全国高等学校野球選手権大会の決勝戦が阪神甲子園球場で行われ、兵庫代表の育英が埼玉代表の春日部共栄を3-2で下し初優勝。
- 8月26日 - 東京都港区にレインボーブリッジが開通。
  - 埼玉県で 埼玉愛犬家連続殺人事件（第三の事件）が発生。
- 8月29日 - 角川書店の角川春樹社長が麻薬取締法違反の容疑で逮捕[書籍 8]。

### 9月
- 9月1日

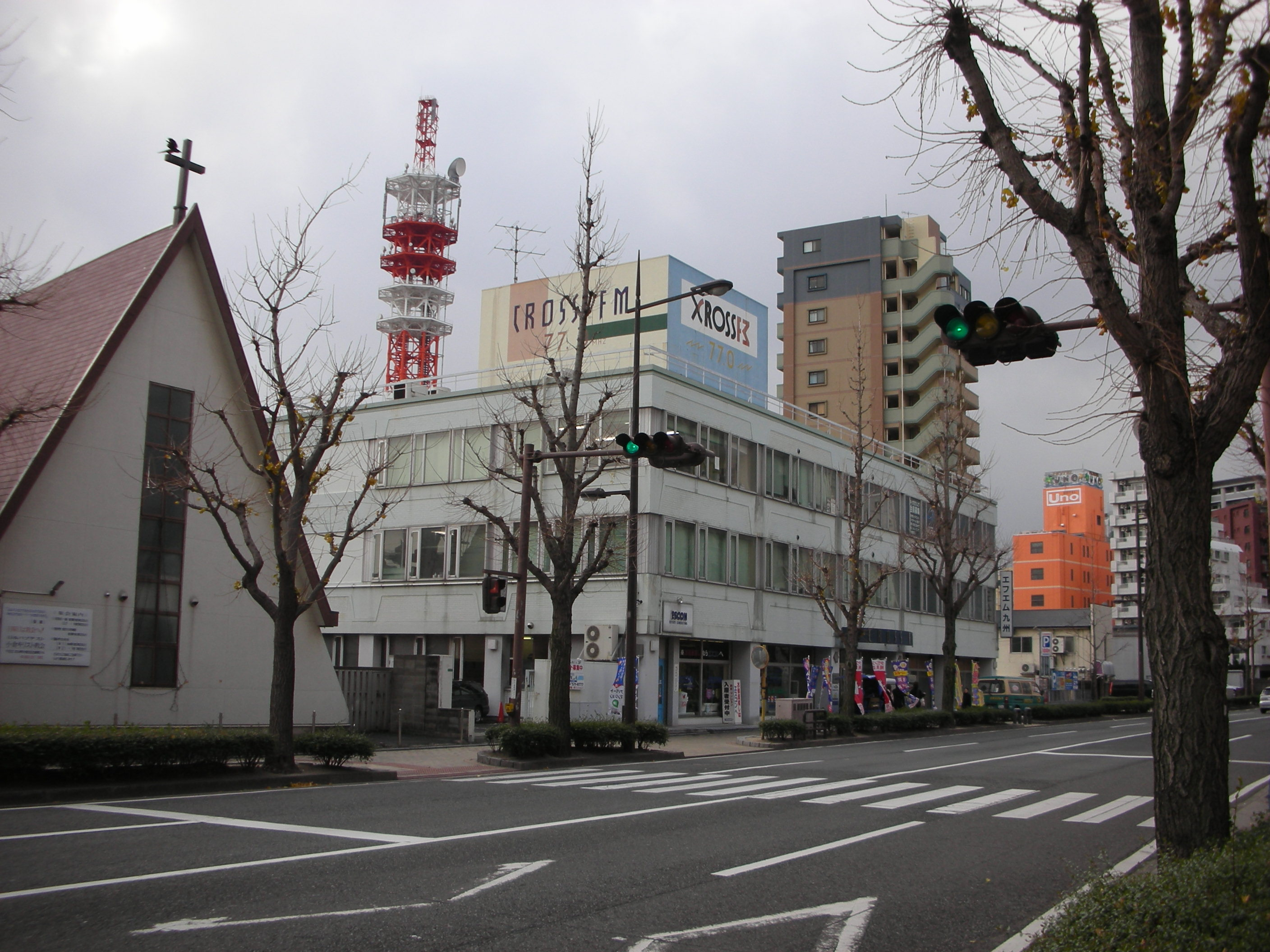
エフエム九州（9月1日開局）

  - 大洋漁業、マルハに社名変更（現在の社名はマルハニチロ）。
  - エフエム九州（現在のCROSS FM）開局。
- 9月3日
  - 天皇・皇后がイタリア・ベルギー・ドイツを訪問。
  - スズキ、「ワゴンR」を発売。
- 9月4日 - 鹿児島県で台風13号による集中豪雨が発生し、死者46人[書籍 8]。
- 9月16日 - 広島の山本浩二監督が19年ぶり最下位転落の責任を取り辞任表明。
- 9月21日 - テレビ朝日の椿貞良報道局長（当時）がこの日行われた日本民間放送連盟の放送番組調査会の会合で、選挙時の報道姿勢について、非自民の連立政権を成立させる手助けになる報道をすると発言（椿事件）[書籍 8]。
- 9月27日
  - ゼネコン汚職で本間俊太郎宮城県知事逮捕[書籍 9]。
  - 羽田空港の新ターミナルビル（第1旅客ターミナル、ビッグバード）が供用開始。これにあわせてモノレールが延長開業。

### 10月
- 10月1日
  - 山口朝日放送（yab）、大分朝日放送（OAB）、エフエム名古屋（現在のZIP-FM）が開局。
  - ハウス食品工業、ハウス食品に社名変更。
  - 静岡県民放送（愛称：静岡けんみんテレビ（SKT））が静岡朝日テレビ（SATV）に社名変更。
- 10月5日 - 大阪市交通局南港ポートタウン線（ニュートラム）の住之江公園駅構内で車両暴走事故[書籍 10]。乗客215人が負傷。
- 10月11日 - ボリス・エリツィンロシア連邦大統領が来日[書籍 5]。ロシア連邦の大統領来日は初。13日、「日露関係に関する東京宣言」に署名。
- 10月13日 - プロ野球パ・リーグは西武が対ロッテ戦（千葉）に3対2で勝利し、4年連続優勝（V4）。
- 10月15日 - ヤクルトが対広島戦（神宮）に5対1で勝利し、2年連続セ・リーグ制覇。初優勝以来15年ぶりに本拠地での胴上げとなった。
- 10月16日 - TBS、動物をテーマにしたバラエティ番組『どうぶつ奇想天外!』放送開始 (2009年3月終了) 。
- 10月20日 - 右翼活動家の野村秋介が、朝日新聞東京本社の役員応接室において拳銃自決[書籍 10]。
- 10月26日
  - 東日本旅客鉄道（JR東日本）が東京、大阪など4市場に上場[書籍 10]。38万円の売り出し価格を大幅に上回る60万円の初値。
  - 東京地検、ゼネコン汚職事件で鹿島建設の清山信二社長を贈賄容疑で逮捕。
- 10月28日 - サッカー日本代表対イラク戦で、ロスタイムの失点でW杯初出場を逃す[書籍 10]。
- 10月29日 - 広島県本郷町に新広島空港が開港。広島市西区にある（旧）広島空港は広島西飛行場に改称し存続。

### 11月
- 11月1日 - ヤクルトが日本シリーズで西武を下し15年ぶり2度目の日本一達成[書籍 11]。
- 11月6日 - 細川首相、韓国訪問し、金泳三大統領と対談。
- 11月11日 - 東京地検、ゼネコン汚職事件で大昭和製紙の斉藤了英名誉会長を逮捕。
- 11月12日 - 環境基本法が成立[書籍 5][書籍 10]。
- 11月22日 - 将棋棋士の森安秀光九段が自宅で殺害される。
- 11月25日 - 最高裁、ホテルニュージャパン火災（1982年）で業務上過失致死罪に問われた同ホテル社長の横井英樹に対し、禁固3年の1、2審判決を支持し上告棄却。

### 12月

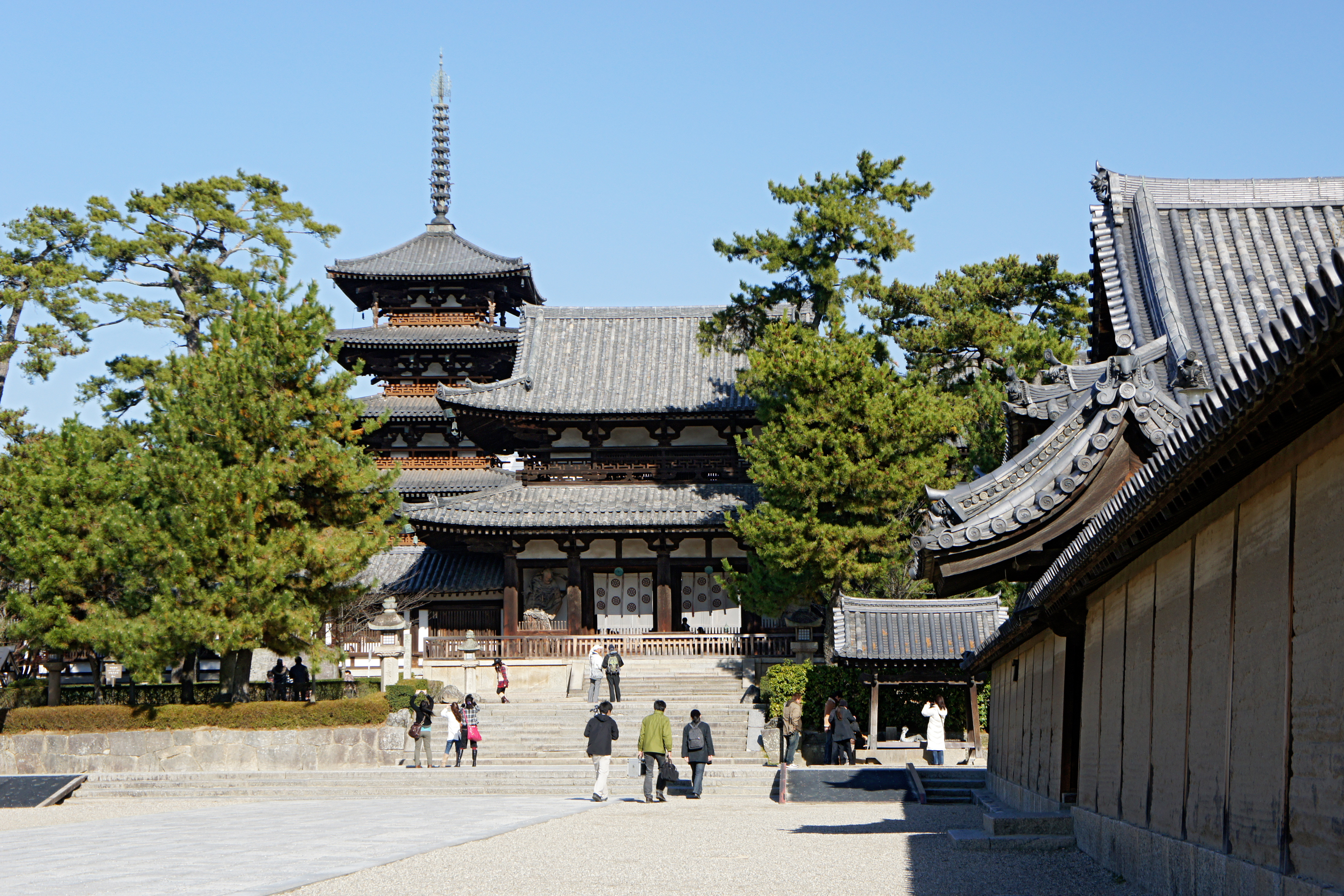
法隆寺が世界遺産に（12月9日）

- 12月9日 - 法隆寺（奈良県）、姫路城（兵庫県）、屋久島（鹿児島県）、白神山地（青森県、秋田県）が、日本での初の世界遺産登録[書籍 9][書籍 3]。
- 12月14日
  - 日本政府は各国からの米輸入を決定[書籍 3]。（1993年米騒動）
  - 日野OL不倫放火殺人事件[書籍 3]。

## 社会

### イベント・行事
- 第61回式年遷宮（伊勢神宮） - 10月2日：内宮、10月5日：外宮

## 天候・天災・観測等

### 地震
- 1月15日 - 北海道釧路沖地震 - M7.5
- 2月7日 - 能登半島沖地震 - M6.6 石川県で最大震度:5、積雪が平年並みなら大きな被害が出た融合災害の可能性が指摘される。
- 7月12日 - 北海道南西沖地震 - M7.8

### 台風
- 8月27日 - 台風11号が首都圏に接近。当初は千葉県銚子市に上陸と発表されたが、その後の事後解析では台風は銚子市付近を通過してすぐに海上に抜けていたことが判明したため、この上陸は取り消された。台風は三陸沖を北上し、翌日28日、北海道釧路市に上陸。
- 9月3日 - 台風13号が大型で非常に強い勢力で鹿児島県に上陸。西日本を中心に被害が出る。
- 7月下旬に3つの台風が立て続けに上陸するなど、台風の上陸数が多かった。年間上陸数は6個で1990年と並び歴代2位タイ（当時は歴代1位タイ）。

### 天候・その他の天災
- 1993年の台風
- 異常気象

#### 冬季
冬（前年12月 - 2月）は全国的に顕著な大暖冬。冬型の気圧配置のなることは著しく少なく、3ヶ月間を通して気温が平年を顕著に大きく上回った。日本海側の降雪量は大暖冬を反映して平年を大きく顕著に下回った。

#### 春季
春（3月 - 5月）は東・西日本で寒春。大暖冬から一転して3月後半以降は冬型の気圧配置になりやすく、強い寒気が断続的に流入したため、気温が平年を下回る日が多くなり、特に3月下旬は東海から西の太平洋側でこの時期としては稀な降雪や凍結、4月下旬には東北地方でも季節外れの降雪や積雪を観測した。一方、5月13日には埼玉県秩父市、東京都八王子市、群馬県前橋市で猛暑日を観測した。5月としては、2018年現在でも、記録が破られていない。

#### 夏季
夏（6月 - 8月）は記録的な冷夏 となり、農作物に深刻な打撃を与えた。また、この冷夏の影響で戦後最大の米の不作となり、翌年にかけて深刻な米不足に見舞われた（1993年米騒動）。
- 夏の平均気温が平年より2度から5度ほど下回った。
- 7月下旬 - 8月上旬 - 九州南部で記録的な大雨が降り、土砂災害などで多数の死者が出る。9日には追い打ちをかけるように台風7号が九州西岸を通過し、再び土砂災害が発生した（平成5年8月豪雨）。

#### 秋季
秋（9月 - 11月）は9月から10月の気温も平年を3度下回ったが、11月は極端な高温となった。

## 文化と芸術

### 流行
- ナタ・デ・ココブーム
- このころから2000年にかけてワインブーム、特に赤ワインが健康によいとされた。また、ワインバーが出現し、ソムリエの資格を取るのが流行した。
- 腋毛ブーム

#### 流行語
- 流行語
  - 新語・流行語大賞
    - 年間大賞 - Jリーグ
    - 新語部門 - 金賞:サポーター、銀賞:「新・○○」、銅賞:FA（フリーエージェント）
    - 流行語部門 - 金賞:規制緩和、銀賞:清貧、銅賞:天の声
    - 大衆語部門 - 金賞:親分、銀賞:「聞いてないよォ」（ダチョウ倶楽部）、銅賞:お立ち台
    - 表現部門 - 金賞:2500円スーツ、銀賞:ウゴウゴルーガ、銅賞:たま・ひよ
    - 特別賞部門 - 「悪妻は夫をのばす」

#### ファッション
- スケーター、ボーダーファッション人気
- 小学生男子を中心にハーフパンツが定着。長ズボンに駆逐されつつあった半ズボンがほぼ消滅した。
- 女子高生を中心にルーズソックスが現れる。この頃はあまり普及せず、爆発的流行に至ったのは1996年頃である。
- アウトドア・ブランド
- ジュリアナ現象
- ミサンガ

### 建築

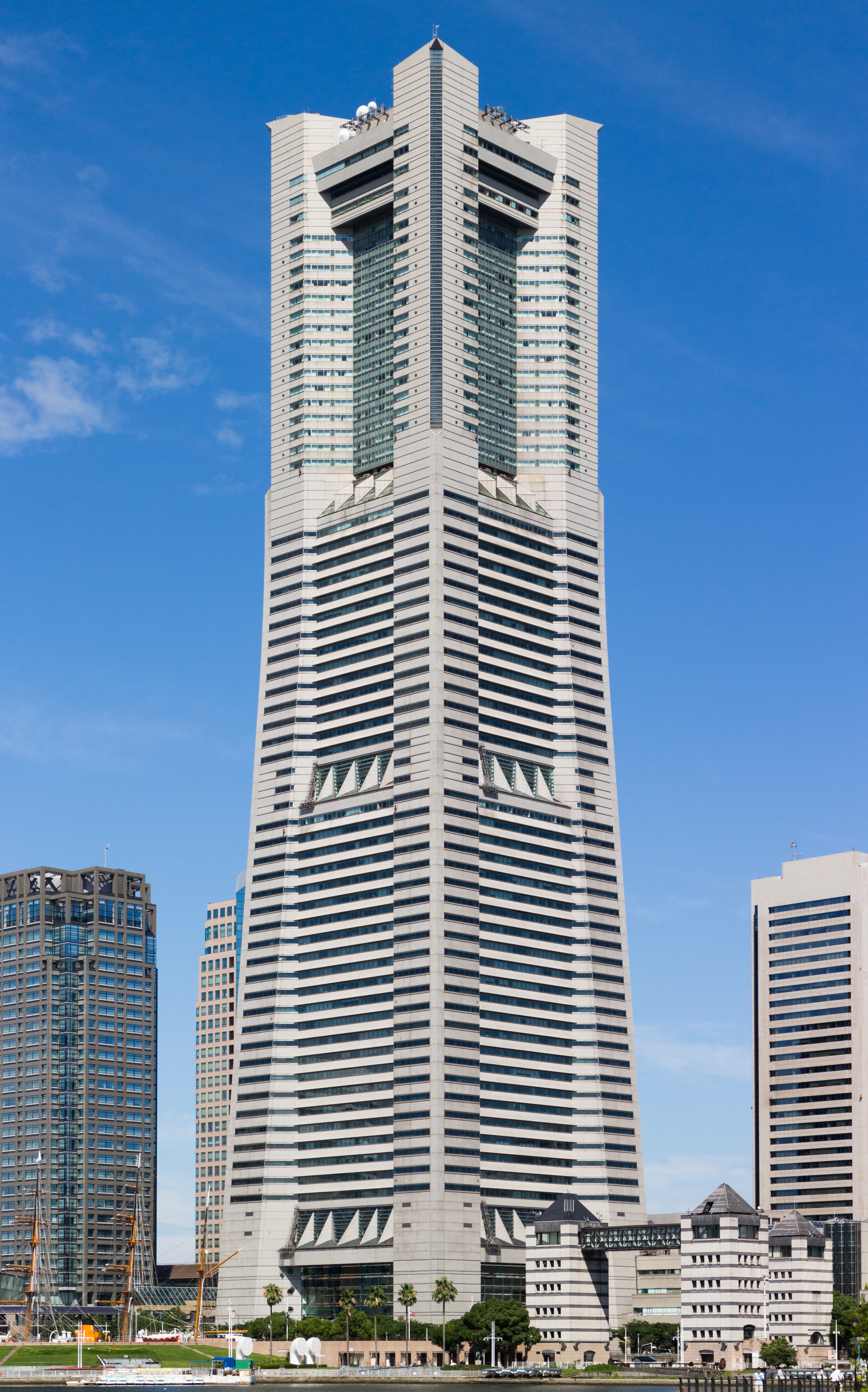
横浜ランドマークタワー

竣工
- 7月16日 - 横浜ランドマークタワー

解体

### 出版
ベストセラー
- 五木寛之『生きるヒント』
- 遠藤周作『深い河』（翌年毎日芸術賞受賞）

#### 文学
- 芥川賞
  - 第109回（1993年上半期） - 吉目木晴彦 『寂寥郊野』
  - 第110回（1993年下半期） - 奥泉光 『石の来歴』
- 直木賞
  - 第109回（1993年上半期） - 高村薫『マークスの山』、北原亞以子『恋忘れ草』
  - 第110回（1993年下半期） - 佐藤雅美『恵比寿屋喜兵衛手控え』、大沢在昌『新宿鮫 無間人形』

### 音楽
- 1月21日 - THE 虎舞竜「ロード」
- 1月21日 - 山根康広「Get Along Together」
- 1月25日 - 森田童子「ぼくたちの失敗」
- 2月3日 - 工藤静香「慟哭」
- 2月3日 - 小泉今日子「優しい雨」
- 2月24日 - LUNA SEA「BELIEVE」
- 3月3日 - CHAGE&ASKA「YAH YAH YAH/夢の番人」
- 4月21日 - UNICORN「すばらしい日々」
- 4月21日 - class「夏の日の1993」
- 4月21日 - 中山美穂「幸せになるために」
- 5月13日 - 光GENJI「勇気100%」
- 6月21日 - THE BOOM「島唄 (オリジナル・ヴァージョン)」
- 7月15日 - 野原しんのすけ 「オラはにんきもの」
- 7月21日 - サザンオールスターズ「エロティカ・セブン」
- 7月21日 - 井上陽水「Make-up Shadow」
- 7月26日 - 松任谷由実「真夏の夜の夢」
- 9月1日 - 槇原敬之「No.1」
- 9月8日 - Wink「咲き誇れ愛しさよ」
- 9月22日 - 久宝留理子「「男」」
- 10月6日 - 桑田佳祐「真夜中のダンディー」
- 10月25日 - THE BLUE HEARTS「夕暮れ」
- 11月10日 - オリジナル・ラブ「接吻」
- 11月10日 - Mr.Children「CROSS ROAD」
- 11月10日 - 藤井フミヤ「TRUE LOVE」
- 11月10日 - X JAPAN「Tears」
- 11月21日 - m.c.A・T「Bomb A Head!」
- 11月21日 - JUDY AND MARY「BLUE TEARS」。1996年にフジテレビ系バラエティ番組『めちゃ2イケてるッ!』の初代エンディングテーマとして使用された。
- 12月1日 - 広瀬香美「ロマンスの神様」
- 「ビーイング」の全盛期（B'z、ZARD、WANDS、TUBE、大黒摩季、DEEN等）
→ビーイングブーム
  - B'z「愛のままにわがままに 僕は君だけを傷つけない」「裸足の女神」
  - ZARD「負けないで」「揺れる想い」
  - DEEN「このまま君だけを奪い去りたい」「翼を広げて」
  - WANDS「時の扉」「愛を語るより口づけをかわそう」
  - TUBE 「夏を待ちきれなくて」「だって夏じゃない」
  - 前田亘輝 「Try Boy,Try Girl」「そばにいるよ」

### 演劇
歌舞伎
宝塚歌劇団

### 映画
- 月はどっちに出ている
- 学校
- ゴジラvsメカゴジラ
- お引越し（日本ヘラルド映画 1993年）

### テレビ
報道・情報
- 4月 - 「モーニングショー」（テレビ朝日）が29年の歴史に幕、4月5日より「スーパーモーニング」となる。
- 4月5日 - 「NHKニュース7」（NHK）
- 4月5日 - 「NHKニュースおはよう日本」（NHK）
- 4月5日 - 「ザ・ワイド」（日本テレビ・読売テレビ、-2007年9月27日）
- 12月30日-31日 - 「メディアが伝えた決定的瞬間! 関口宏の報道30時間テレビ」（TBS）

バラエティなど諸分野
- 4月3日 - 「ポップジャム」（NHK）放送開始。当初は単発番組だった。
- 4月5日 - 「天才てれびくん」 (NHK教育)放送開始。司会者はダチョウ倶楽部（1995年度まで担当）。
- 4月7日 - 「COUNT DOWN TV」（TBS）放送開始。当初は水曜深夜だったが、10月より現在の土曜深夜となる。
- 4月17日 - 「モグモグGOMBO」（日本テレビ、 - 2003年9月27日）
- 4月 - 「NHK歌謡コンサート」（NHK）放送開始。
- 6月 - 「ウッチャンナンチャンのやるならやらねば!」（フジテレビ）が収録中の死亡事故で打ち切りに。
- 7月24日-25日 - 「FNS大サービスバラエティー 1億2450万人の平成教育テレビ」（フジテレビ）
- 9月 - 「志村けんのだいじょうぶだぁ」（フジテレビ）終了（10月より「志村けんはいかがでしょう」）
- 10月 - 「ひらけ!ポンキッキ」放送21年目で「ポンキッキーズ」に大リニューアル（フジテレビ）。
- 10月10日 - 「料理の鉄人」（フジテレビ、-1999年9月24日）
- 10月16日 - 「どうぶつ奇想天外!」（TBS、-2009年3月29日）

#### テレビドラマ
- 1月10日 - 6月13日 大河ドラマ「琉球の風」
- 1月 - 3月 - 「振り返れば奴がいる」（フジテレビ）
- 1月 - 3月 - 「高校教師」（TBS）
- 1月 - 2月、10月 - 11月 - ボクたちのドラマシリーズ「白鳥麗子でございます!」（フジテレビ）
- 3月 - 「東芝日曜劇場」（TBS系）が36年4ヶ月にわたる単発ドラマ枠としての歴史に幕。4月から連続ドラマ枠（第1作は「丘の上の向日葵」）。
- 4月 - 10月 - 連続テレビ小説「ええにょぼ」（NHK）
- 4月 - 6月 - 「ひとつ屋根の下」（フジテレビ）
- 4月 - 6月 - 「ダブル・キッチン」（TBS）
- 4月 - 9月 - 「if もしも」（フジテレビ）
- 7月4日 - 1994年3月13日 大河ドラマ「炎立つ」
- 7月 - 9月 - 「誰にも言えない」（TBS）
- 7月 - 9月 - 「悪魔のKISS」 （フジテレビ）
- 7月 - 9月 - 「じゃじゃ馬ならし」（フジテレビ）
- 10月 - 1994年3月 - 連続テレビ小説「かりん」（NHK）
- 10月 - 12月 - 「同窓会」（日本テレビ）
- 10月 - 12月 - 「あすなろ白書」（フジテレビ）
- 10月 - 12月 - 「カミさんの悪口」（TBS）
- 10月 - 当時人気だったJリーグにあやかり、サッカーを題材にしたドラマが3本製作される（「青春オフサイド!女教師と熱血イレブン」（ABC系）「オレたちのオーレ!」（毎日放送系）「もうひとつのJリーグ」（日テレ系））。しかし、いずれも視聴率が低迷したため12月までに打ち切りとなっている。
- その他
  - 『水戸黄門』の水戸光圀役が、2代目の西村晃から3代目の佐野浅夫に引き継がれる（5月17日放送開始の第22部より）。

#### 特撮
- 1月10日 - 10月31日「有言実行三姉妹シュシュトリアン」（フジテレビ・東映）この作品をもって東映不思議コメディーシリーズに幕。
- 1月31日 - 1994年1月「特捜ロボ ジャンパーソン」（テレビ朝日・東映）
- 2月19日 - 1994年2月「五星戦隊ダイレンジャー」（テレビ朝日・東映）
- 4月3日 - 1994年1月「電光超人グリッドマン」（TBS・円谷プロ）

#### コマーシャル
| キャッチフレーズなど            | 商品名など                   | メーカーなど         | 出演者                              | 音楽           |
| ------------------------------- | ---------------------------- | -------------------- | ----------------------------------- | -------------- |
| その先の日本へ。                | 企業イメージ                 | JR東日本             | 椎名誠（ナレーション）              | -              |
| そうだ 京都、行こう。           | 京都観光キャンペーン         | JR東海               | 長塚京三（ナレーション）            | -              |
| ♪丸書いて茶〜書いて             | サントリー緑茶               | サントリー           | 市田ひろみ                          | -              |
| 「サービス」                    | ステーションイメージ         | フジテレビ           | 露木茂（ナレーション）              | 佐藤雅彦       |
| 焙煎飲んだら、また焙煎          | サッポロ焙煎生ビール         | サッポロビール       | 織田裕二                            | -              |
| UFO仮面ヤキソバン               | 日清焼そばU.F.O.             | 日清食品             | マイケル富岡、デーブ・スペクター    | -              |
| ♪ゼロゼロイチバンKDD            | 国際電話値下げ告知           | KDD                  | 西田敏行                            | 西田敏行（歌） |
| 歯は命                          | トライデントシュガーレスガム | ワーナー・ランバート | 千堂あきほ                          | -              |
| まさお、Jリーグカレーよ         | Jリーグカレー                | 永谷園               | ラモス瑠偉                          | -              |
| うらやましいぞ!Jリーグ          | 企業イメージ                 | としまえん           | -                                   | -              |
| ♪べんきょうしまっせ引越のサカイ | 企業イメージ                 | サカイ引越センター   | 徳井優                              | 徳井優（歌）   |
| ストップ!エイズ                 | エイズ撲滅キャンペーン       | 東京都               | 浅井慎平・間寛平・サンプラザ中野 他 | -              |
| モノをいう新聞です              | 産経新聞                     | 産業経済新聞社       | 内海賢二（ナレーション）            | -              |

#### その他の話題
- 4月1日 - 山形テレビ（YTS）がFNN・FNS系列からANN系列にネットチェンジ。山形県でフジテレビ系番組の大部分が視聴できなくなった（一部はテレビユー山形にてネット。その後1997年のさくらんぼテレビ開局で復活。）。
- 9月6日 -  元フジテレビアナウンサーで司会者の逸見政孝が記者会見で自らの病名がガンであることを公表、闘病宣言。各局ワイドショーが大きく伝える。また、各局の逸見の出演番組において代役、企画変更などで対応する。
- 10月1日 
  - 山口朝日放送（yab、開局時はYAB）と大分朝日放送（OAB）のANN系列新局が同日開局。
  - ANN系列の静岡県民放送（通称：静岡けんみんテレビ）（SKT）が社名を静岡朝日テレビ（SATV）に社名変更。
- 12月25日 - 逸見政孝が死去（享年48）。フジテレビ、日本テレビなどが逸見の追悼特番を編成した。

### アニメ
アニメーション映画
- 3月6日 - 『ドラえもん のび太とブリキの迷宮』（監督：芝山努）
- 7月24日 - 『クレヨンしんちゃん アクション仮面VSハイグレ魔王』（監督：本郷みつる）
- 8月7日 - 『機動警察パトレイバー 2 the Movie』（監督：押井守）

テレビアニメ
- 1月8日 - 『ミラクル☆ガールズ』放映開始
- 1月17日 - 『若草物語 ナンとジョー先生』放映開始
- 1月25日 - 『無責任艦長タイラー』放映開始
- 1月30日 - 『勇者特急マイトガイン』放映開始。勇者シリーズ4作目。
- 3月3日 - 『熱血最強ゴウザウラー』放映開始。エルドランシリーズ3作目。
- 3月6日 - 『美少女戦士セーラームーンR』放映開始。セーラームーンシリーズ2作目。
- 4月2日 - 『機動戦士Vガンダム』放映開始
- 4月5日 - 『ポコニャン』、『恐竜惑星』（『天才てれびくん』内で放送、バーチャル3部作1作目）、『疾風!アイアンリーガー』放映開始
- 4月9日 - 『剣勇伝説YAIBA』放映開始
- 4月10日 - 『忍たま乱太郎』放映開始
- 4月11日 - 『ゴーストスイーパー美神』放映開始
- 5月7日 - 『ドラゴンリーグ』放映開始
- 7月3日 - 『3丁目のタマ うちのタマ知りませんか?』放映開始
- 9月4日 - 『ムカムカパラダイス』放送開始
  - 『ザ・シンプソンズ』放映開始
- 10月5日 - 『うちのショコラ』放送開始
  - 『大好き!ハローキティ』放映開始
- 10月6日 - 『ミュータント・タートルズ』放映開始
- 10月7日 - 『楽しいウイロータウン』放映開始
- 10月14日 - 『ジャングルの王者ターちゃん』、『平成イヌ物語バウ』放送開始
- 10月16日 - 『SLAM DUNK』放映開始
- 11月7日 - 『蒼き伝説シュート!』放映開始
- 12月13日 - 『しましまとらのしまじろう』放映開始

OVA

### ゲーム

#### コンピューターゲーム
アーケードゲーム
- ストリートファイターII' TURBO - 「ゲームマシン」誌 93年年間ベストヒットゲームズ25 テーブル型ＴＶゲーム機 第一位[1]
- リーサルエンフォーサーズ - 「ゲームマシン」誌 93年年間ベストヒットゲームズ25 アップライト／コックピット型ＴＶゲーム機 第一位[1]
- 所さんのまーまーじゃん - 「ゲームマシン」誌 93年年間ベストヒットゲームズ25 ＴＶ麻雀ゲーム機 第一位[1]
- リーサル・ウェポン3（英語版） - 「ゲームマシン」誌 93年年間ベストヒットゲームズ25 フリッパー分野 第一位[1]
- キャプテンゾディアック（パンチングゲーム） - 「ゲームマシン」誌 93年年間ベストヒットゲームズ25 その他アーケードゲーム機 第一位[1]

テレビゲーム
- 1月14日 - 『ベア・ナックルII 死闘への鎮魂歌』（MD, セガ）発売
- 1月29日 - 『ゆみみみっくす』（メガCD, ゲームアーツ）発売
- 2月21日 - 『スターフォックス』（SFC, 任天堂）発売
- 3月5日 - 『メタルマックス2』（SFC, データイースト）発売
- 3月12日 - 『伝説のオウガバトル』（SFC, クエスト）発売
- 3月20日 - 『ドラゴンボールZ 超武闘伝』（SFC, バンダイ）発売
- 3月25日 - 日本電気ホームエレクトロニクスが家庭用ゲーム機「PCエンジンDuo-R」を発売
- 4月3日 - 『ブレス オブ ファイア』（SFC, カプコン）発売
- 4月23日 - セガが家庭用ゲーム機「メガドライブ2」とその周辺機器「メガCD2」を発売（それぞれ「メガドライブ」および「メガCD」の小型・廉価版となる）
- 4月23日 - 『SWITCH』（メガCD, セガ）発売
- 4月28日 - 『スーパーボンバーマン』（SFC, ハドソン）発売
- 5月22日 - 『ファイナルファイト2』（SFC, カプコン）発売
- 7月7日 - 『SAMURAI SPIRITS』（MVS, SNK）発売（※家庭用移植：8月にネオジオ版、翌年9月にネオジオCD版など発売、その他機種にも移植している）
- 7月11日 - 『ストリートファイターIIターボ』（SFC, カプコン）発売（9月にはメガドライブ版も発売）
- 7月14日 - 『スーパーマリオコレクション』（SFC, 任天堂）発売
- 7月23日 - 『ザ・スーパー忍II』（MD, セガ）発売
- 7月30日 - 『シルフィード』（メガCD, ゲームアーツ）発売
- 8月6日 - 『聖剣伝説2』（SFC, スクウェア）発売
- 9月10日 - 『ガンスターヒーローズ』（MD, セガ）発売
- 9月16日 - 『餓狼伝説スペシャル』（MVS, SNK）発売（※家庭用移植：12月にネオジオ版、翌年9月にネオジオCD版発売、その他機種にも移植している）
- 9月17日 - 『サンダーホーク』（メガCD, ビクターエンタテインメント）発売
- 9月19日 - 『トルネコの大冒険 不思議のダンジョン』（SFC, チュンソフト）発売
- 9月23日 - 『ソニック・ザ・ヘッジホッグCD』（メガCD, セガ）発売
- 10月1日 - 『シャイニング・フォースII 古えの封印』（MD, セガ）発売
- 10月15日 - 『コラムスIII 対決!コラムスワールド』（MD, セガ）発売
- 11月5日 - 『ロックマン6 史上最大の戦い!!』（FC, カプコン）発売。
- 11月12日 - 『アラジン』（MD, セガ）発売
- 11月19日 - 『ナイトトラップ』（メガCD, セガ）発売
- 12月10日 - 『ソニック・スピンボール』（MD, セガ）発売
- 12月10日 - 『夢見館の物語』（メガCD, セガ）発売
- 12月10日 - 『ロマンシング サ・ガ2』（SFC, スクウェア）発売
- 12月10日 - 『す〜ぱ〜ぷよぷよ』（SFC, バンプレスト）発売
- 12月17日 - 『ファンタシースター 千年紀の終りに』（MD, セガ）発売
- 12月17日 - 『ドラゴンボールZ 超武闘伝2』（SFC, バンダイ）発売
- 12月17日 - 『ロックマンX』（SFC, カプコン）発売
- 12月18日 - 『ドラゴンクエストI・II』（SFC, エニックス）発売

携帯型ゲーム
- 6月6日 - 『ゼルダの伝説 夢をみる島』（GB, 任天堂）発売（※1998年には『ゼルダの伝説 夢をみる島DX』としてリメイクされている）
- 10月29日 - 『ロックマンワールド4』（GB, カプコン）発売
- 11月19日 - 『ソニック&テイルス』（GG, セガ）発売
- 11月27日 - 『カービィのピンボール』（GB, 任天堂）発売

## スポーツ

### 総合競技大会
- 第48回国民体育大会（東四国国体）

### 各競技

#### 野球
プロ野球
- セ・リーグ優勝 ヤクルトスワローズ
- パ・リーグ優勝 西武ライオンズ
- 日本シリーズ優勝 ヤクルトスワローズ（4勝3敗）

高校野球
- 第65回選抜高等学校野球大会優勝 上宮（大阪）
- 第75回全国高等学校野球選手権大会優勝 育英（兵庫代表）
- 選抜高等学校野球大会入場行進曲 - 「今ありて」（3代目大会歌）

#### サッカー
- ドーハの悲劇

Jリーグ
- 1stステージ優勝 - 鹿島アントラーズ
- 2ndステージ優勝 - ヴェルディ川崎
- チャンピオンシップ年間優勝 - ヴェルディ川崎（1994年に実施）
- ナビスコカップ優勝 - ヴェルディ川崎

天皇杯全日本サッカー選手権大会
- 優勝 - 横浜フリューゲルス

#### 相撲
大相撲（幕内最高優勝）
- 初場所 曙太郎
- 春場所 若花田勝
- 夏場所 貴ノ花光司
- 名古屋 曙太郎
- 秋場所 曙太郎
- 九州場所 曙太郎

#### プロレス
- プロレス大賞MVP 天龍源一郎（WAR）
- G1クライマックス優勝 藤波辰爾（初優勝）
- 世界最強タッグ決定リーグ戦優勝 三沢光晴&小橋健太組「超世代軍」

#### モータースポーツ
- 全日本F3000選手権 星野一義
- 全日本F3選手権 トム・クリステンセン
- 全日本ツーリングカー選手権 影山正彦
- 全日本ロードレース選手権
  - 500cc 阿部典史
  - 250cc 宇川徹

## 誕生
誕生した事に特筆性のある人物等（世襲制の跡継ぎ、絶滅寸前の生物の誕生、等）を記載しています。それ以外については、Category:1993年生を参照してください。

### 1月
- 1月1日 - 麻田健人、元PrizmaX、俳優
- 1月1日 - 原嶋元久、俳優
- 1月1日 - 谷村聡美、女優、タレント
- 1月2日 - 酒居知史、プロ野球選手
- 1月3日 - 飯塚尚利、俳優
- 1月3日 - 永瀬琴葉、元バクステ外神田一丁目、女優
- 1月4日 - 衛藤美彩、歌手、グラビアアイドル、元乃木坂46
- 1月5日 - 中谷将大、プロ野球選手
- 1月6日 - 八代拓、声優
- 1月7日 - 中務裕太、ダンサー、GENERATIONS from EXILE TRIBE
- 1月7日 - 石渡真修、俳優
- 1月7日 - 粗品、お笑いタレント（霜降り明星）
- 1月8日 - 西田有沙、ファッションモデル
- 1月9日 - 爲井椋允、俳優・ダンサー
- 1月10日 - 日下部ほたる、モデル、グラビアアイドル
- 1月12日 ‐ 稲葉友、俳優
- 1月12日 ‐ 加村真美、俳優
- 1月12日 - 光井愛佳、元モーニング娘。
- 1月13日 - 佐々木ひかり、女優
- 1月13日 - 三澤紗千香、声優
- 1月15日 - 吉岡里帆、女優
- 1月15日 - 岡村卓弥、騎手
- 1月18日 - 惣田紗莉渚、元SKE48
- 1月18日 - 森部万友佳、元女優
- 1月18日 - 佐野泰雄、プロ野球選手
- 1月19日 - 久野美咲、声優
- 1月19日 - 永野愛理、声優
- 1月20日 - 須田景凪、シンガーソングライター・ボカロP（バルーン）
- 1月22日 - 赤坂沙絵、グラビアアイドル
- 1月22日 - 永瀬匡、俳優
- 1月23日 - 松永真穂、声優・アイドル（HAPPY!STYLE Rookies）
- 1月23日 - 大島僚太、サッカー選手
- 1月24日 - 薄幸、お笑いタレント（納言）
- 1月26日 - 村山仁美、女優
- 1月26日 - 藤田茜、声優
- 1月26日 - 植村美奈子、野球選手
- 1月26日 - さとなかほがらか、お笑いタレント
- 1月26日 - 日野未来、競輪選手、元タレント
- 1月27日 - 中村有沙、女優・タレント・モデル
- 1月28日 - 菅原辰徳、騎手
- 1月28日 - 野間峻祥、プロ野球選手
- 1月29日 - きゃりーぱみゅぱみゅ、ファッションモデル、歌手
- 1月29日 - 佐藤貴規、プロ野球選手
- 1月30日 - 千賀滉大、プロ野球選手
- 1月30日 - カネコアヤノ、シンガーソングライター
- 1月30日 - 榊梨々亜、元AV女優
- 1月31日 - 山下幸輝、プロ野球選手

### 2月
- 2月1日 - 穴田真規、プロ野球選手
- 2月2日 - 清原翔、俳優、モデル
- 2月3日 - 池田晃信、俳優
- 2月5日 - 上間美緒、女優、ファッションモデル
- 2月5日 - Rei、シンガーソングライター、ギタリスト
- 2月6日 - 遠藤あやの、グラビアアイドル
- 2月6日 - 小杉まさみ、グラビアアイドル
- 2月6日 - 関啓扶、プロ野球選手
- 2月6日 - 入江麻衣子、ピアニスト、女優、声優
- 2月6日 - 平井佑季、ミュージカル俳優
- 2月7日 - 工藤えみ、ファッションモデル、歌手
- 2月7日 - 仲野太賀、俳優
- 2月8日 - 斉藤奈々、女優
- 2月8日 - 水野絵梨奈、女優・ダンサー
- 2月9日 - 遠藤航、サッカー選手
- 2月9日 - 滝口成美、歌手、ファッションモデル、タレント
- 2月10日 - 柏木のぞみ、AV女優
- 2月11日 - 小池凛、グラビアアイドル
- 2月11日 - 岩見香枝、元女子プロ野球選手
- 2月12日 - 近藤弘基、プロ野球選手
- 2月12日 - 櫛引一紀、サッカー選手
- 2月12日 - 水川潤、グラビアアイドル、AV女優（旧芸名：由愛可奈）
- 2月13日 - 有村架純、女優、タレント
- 2月14日 - 島本浩也、プロ野球選手
- 2月14日 - はじめしゃちょー、YouTuber
- 2月15日 - 大野菜摘、女優
- 2月15日 - 尾野真知子、AV女優
- 2月16日 - 高田有紗、ファッションモデル
- 2月16日 - 寺本來可、女優、ファッションモデル
- 2月16日 - 八木沢るいこ、アイドル
- 2月16日 - 源田壮亮、プロ野球選手
- 2月16日 - 松原健、サッカー選手
- 2月17日 - 平埜生成、俳優
- 2月19日 - 北出菜穂、女優
- 2月19日 - 波多野桃子、女優、タレント、声優、ダンサー
- 2月20日 - 橋本奈々未、元乃木坂46
- 2月21日 - 菅田将暉、俳優
- 2月21日 - 西谷麻糸呂、女優、グラビアアイドル
- 2月22日 - 岡野真也、女優
- 2月22日 - 越川友貴、ファッションモデル
- 2月23日 - 石川佳純、卓球選手
- 2月25日 - 津野彩華、バスケットボール選手
- 2月25日 - 金子丈、プロ野球選手
- 2月26日 - 風張蓮、プロ野球選手
- 2月27日 - 森谷まりん、地下アイドル
- 2月27日 - 田中太一、プロ野球選手
- 2月27日 - 小林唯、ミュージカル俳優
- 2月27日 - 濱矢廣大、プロ野球選手
- 2月28日 - 森本更紗、女優

### 3月
- 3月1日 - 斉藤秀翼、俳優
- 3月1日 - 石田健大、プロ野球選手
- 3月2日 - 船岡咲、ファッションモデル
- 3月2日 - 山中真由美、ジュニアアイドル
- 3月3日 - 仁藤みさき、グラビアアイドル
- 3月4日 - 樋口瑞姫、女優
- 3月4日 - 佳苗るか、元AV女優
- 3月5日 - 青山りか、グラビアアイドル
- 3月5日 - 後藤駿太、プロ野球選手
- 3月5日 - 高橋佑汰、空手家
- 3月6日 - 室谷由紀、女流棋士
- 3月6日 - 桃瀬美咲、タレント
- 3月9日 - 岸下恵介、岡山放送アナウンサー
- 3月10日 - 佐野光河、俳優
- 3月10日 - 篠原愛実、女優、ファッションモデル、タレント
- 3月10日 - やっぴー、お笑いタレント (ぶたマンモス)
- 3月10日 - 土屋希美、ファッションモデル
- 3月11日 - ささの友間、俳優
- 3月12日 - 愛須春伽、ファッションモデル
- 3月12日 - 歌田愛、ファッションモデル
- 3月12日 - 照屋愛美、ファッションモデル
- 3月12日 - 坂田将人、プロ野球選手
- 3月12日 - 江越大賀、プロ野球選手
- 3月13日 - 星野大地、プロ野球選手
- 3月13日 - 酒井蘭、女優、タレント
- 3月15日 - 岡田ロビン翔子、元チャオ ベッラ チンクエッティ
- 3月16日 - 大倉士門、モデル、タレント、俳優
- 3月16日 - 小塚真里奈、NICE GIRL プロジェクト!研修生
- 3月16日 - 高田憂希、声優
- 3月17日 - 江渡万里彩、タレント、アイドル（元アイドリング!!!4号）
- 3月17日 - 川村那月、モデル、レースクイーン
- 3月18日 - 岩渕真奈、サッカー選手
- 3月19日 - Mr.シャチホコ、ものまねタレント
- 3月20日 - 杉山舜、俳優
- 3月23日 - 横山和生、騎手
- 3月23日 - 紗倉まな、AV女優
- 3月24日 - 篠田拓馬、俳優
- 3月24日 - 竜星涼、俳優
- 3月24日 - 小田島渚、女優、グラビアアイドル
- 3月25日 - 福本愛菜、元NMB48
- 3月25日 - 宮舘涼太、アイドル、(Snow Man)
- 3月28日 - 高橋龍輝、元D-BOYS、俳優
- 3月28日 - 森谷佳奈、山陰放送アナウンサー
- 3月30日 - 96猫、歌手

### 4月
- 4月1日 - 岡本圭人、アイドル（Hey! Say! JUMP）
- 4月1日 - 柴田阿弥、フリーアナウンサー、元SKE48
- 4月2日 - 瀬戸麻沙美、声優
- 4月2日 - 森輝弥、俳優
- 4月2日 - 伊藤拓郎、プロ野球選手
- 4月3日 - 武田翔太、プロ野球選手
- 4月6日 - 石川優菜、タレント、モデル、歌手
- 4月6日 - 松浦耕大、プロ野球選手
- 4月7日 - 逸ノ城駿、元大相撲力士
- 4月8日 - 松本岳、俳優
- 4月8日 - 宮崎夏帆、AV女優
- 4月8日 - 吉井香奈恵、9nine、歌手
- 4月9日 - 渡邊雄貴、プロ野球選手
- 4月9日 - もも、歌手（チャラン・ポ・ランタン）
- 4月10日 - 田鍋陵太、サッカー選手
- 4月10日 - 井上尚弥、プロボクサー
- 4月10日 - 柳川由玲奈、タレント
- 4月13日 - 小野寺華那、女優
- 4月13日 - 多和田真三郎、プロ野球選手
- 4月14日 - 杉村ミレイ、グラビアモデル
- 4月15日 - 安田レイ、歌手、ファッションモデル
- 4月16日 - 香川愛生、女流棋士
- 4月16日 - 長洲未来、フィギュアスケート選手
- 4月17日 - 若葉克実、俳優
- 4月17日 - 重信慎之介、プロ野球選手
- 4月18日 - 西川健太郎、プロ野球選手
- 4月18日 - 髙山俊、プロ野球選手
- 4月19日 - 三鬼海、サッカー選手
- 4月20日 - 草刈麻有、女優、ファッションモデル
- 4月20日 - 山中亮輔、サッカー選手
- 4月21日 - 中田絢千、モデル
- 4月21日 - 駒月仁人、プロ野球選手
- 4月22日 - 小野瀬康介、サッカー選手
- 4月23日 - 近野莉菜、元JKT48、元AKB48
- 4月23日 - 柿原翔樹、プロ野球選手
- 4月23日 - 佐野川リョウ、元プロ野球選手
- 4月24日 - 新矢皐月、アイドル
- 4月24日 - 本田圭佑、プロ野球選手
- 4月26日 - 小野明日香、女優、ファッションモデル
- 4月26日 - 桑田尚典、俳優
- 4月26日 - 竹内涼真、俳優
- 4月26日 - 西田直斗、プロ野球選手
- 4月26日 - 光宗薫、女優、ファッションモデル、元AKB48
- 4月27日 - 武田めぐみ、女優
- 4月27日 - 石川慎吾、プロ野球選手
- 4月28日 - 藤奈るる、グラビアアイドル
- 4月28日 - 白根尚貴、プロ野球選手
- 4月29日 - 松本竜也、元プロ野球選手
- 4月29日 - 堀尾実咲、モデル、グラビアアイドル
- 4月30日 - 石崎直、俳優、音楽家
- 4月30日 - 髙橋洸、プロ野球選手

### 5月
- 5月1日 - 金澤有希、SUPER☆GiRLS、元GEM
- 5月3日 - 望月美寿々、タレント
- 5月3日 - 髙城俊人、プロ野球選手
- 5月4日 - 幸野志有人、サッカー選手
- 5月5日 - 南秀仁、サッカー選手
- 5月5日 - 鹿島沙希、プロレスラー
- 5月6日 - 美ノ海義久、大相撲力士
- 5月7日 - 阿部純子、女優、ファッションモデル
- 5月7日 - 久野みずき、女優
- 5月7日 - 永江恭平、プロ野球選手
- 5月8日 - 川上竜平、プロ野球選手
- 5月8日 - 大澤玲美、元グラビアアイドル
- 5月8日 -  Miyuu、ミュージシャン
- 5月9日 - 山田涼介、Hey! Say! JUMP、元NYC、俳優
- 5月10日 - 志田未来、女優
- 5月10日 - ダ・ヴィンチ・恐山、小説家、ライター、漫画家
- 5月11日 - 野杁正明、キックボクサー
- 5月11日 - 稲倉大輝、プロ野球選手
- 5月12日 - 大川真輝、宗教家、幸福の科学創始者大川隆法の次男
- 5月12日 - 柿沼友哉、プロ野球選手
- 5月12日 - 犬飼智也、サッカー選手
- 5月12日 - 小島みゆ、グラビアアイドル
- 5月12日 - 岡本紗里、女優
- 5月13日 - 松岡セイラ、AV女優
- 5月13日 - 高橋しょう子、AV女優
- 5月13日 - 和地つかさ、グラビアアイドル
- 5月15日 - 尾崎由香、声優
- 5月17日 - 岩本照、アイドル、(Snow Man)
- 5月17日 - 佐山彩香、グラビアアイドル
- 5月17日 - 鴨下望美、秋田放送アナウンサー
- 5月18日 - 入江甚儀、俳優
- 5月18日 - 白崎凌兵、サッカー選手
- 5月19日 - 神木隆之介、俳優、声優
- 5月21日 - 伊藤大翔、俳優
- 5月22日 - 坂口あずさ、女優
- 5月23日 - 荒井敦史、俳優
- 5月23日 - 梅本静香、グラビアアイドル
- 5月23日 - 榎本彩花
- 5月24日 - 杵渕はな、お笑いタレント（元はなしょー）
- 5月25日 - 比嘉展玖、俳優
- 5月25日 ‐ 谷田成吾、野球選手
- 5月25日 ‐ 堀江瞬[Web 4]、声優
- 5月25日 - 田津原理音、お笑いタレント
- 5月26日 - 伊藤かりん、元乃木坂46
- 5月27日 - 横尾俊建、プロ野球選手
- 5月29日 - 三浦由美子、野球選手
- 5月29日 - 中村香澄、野球選手
- 5月29日 - 朝玉勢一嗣磨、大相撲力士
- 5月30日 - 髙藤直寿、柔道家
- 5月30日 - 福士蒼汰、俳優
- 5月31日 - あいか、元プロレスラー

### 6月
- 6月1日 - 増元裕子、女優
- 6月1日 - 杉本竜士、サッカー選手
- 6月2日 - 團遥香、女優・タレント（作曲家團伊玖磨の孫）
- 6月2日 - 加藤冠、小説家、元ジャニーズJr.
- 6月2日 - 村上文香、キャスター、元NMB48
- 6月4日 - 下地紫野、声優
- 6月4日 - 宇佐見真吾、プロ野球選手
- 6月6日 - 鈴木満梨奈、女優
- 6月6日 - 田中あさみ、ファッションモデル・女優
- 6月7日 - 三好匠、プロ野球選手
- 6月9日 - 荒瀬眞依、女優
- 6月9日 - 西崎莉麻、女優
- 6月9日 - 松田功己、ジャグラー
- 6月9日 - 栗咲寛子、タレント・女優
- 6月10日 - 高宗歩未、女優
- 6月10日 - 戸田隆矢、プロ野球選手
- 6月11日 - 泉澤祐希、俳優
- 6月11日 - 大坪由佳、声優
- 6月11日 - 間宮祥太朗、俳優
- 6月11日 - 木下高彰、サッカー選手
- 6月11日 - りょう、YouTuber（東海オンエア）
- 6月12日 - 後藤夕貴、チャオ ベッラ チンクエッティ
- 6月12日 - 今出舞、タレント、元SKE48
- 6月13日 - 阪本奨悟、俳優・ファッションモデル
- 6月13日 - 青山ひかる、sherbet、グラビアアイドル
- 6月14日 - 南波志帆、歌手
- 6月14日 - 大城滉二、プロ野球選手
- 6月15日 - 栞菜、歌手、元℃-ute
- 6月15日 - 小山内貴哉、サッカー選手
- 6月16日 - 前田希美、タレント、ファッションモデル、ダンサー、歌手
- 6月17日 - 相葉香凛、女優
- 6月18日 - 中塚智実、元AKB48
- 6月18日 - 近藤亜紀、女優
- 6月18日 - 松井さやか、女優、ファッションモデル
- 6月19日 - 岡田怜子、元キャナァーリ倶楽部
- 6月20日 - 平田雄也、俳優
- 6月21日 - 高城れに、歌手（ももいろクローバーZ）、女優
- 6月21日 - 北川倫太郎、プロ野球選手
- 6月22日 - 愛菜、タレント
- 6月22日 - 川島麻利、ファッションモデル
- 6月22日 - 西念未彩、元ハロプロエッグ
- 6月23日 - 森和樹、プロ野球選手
- 6月24日 - 福田真依、女優
- 6月25日 - 渡大生、サッカー選手
- 6月26日 - 長野レイナ、女優
- 6月26日 - 渡部愛、女流棋士
- 6月26日 - 吉本祥二、プロ野球選手
- 6月27日 - 野田昇吾、プロ野球選手
- 6月29日 - 小野塚勇人、俳優
- 6月29日 - 高山梨沙、スピードスケート選手
- 6月29日 - 佐藤優、プロ野球選手
- 6月30日 - 菊地あやか、ファッションモデル、元AKB48
- 6月30日 - 川越誠司、プロ野球選手

### 7月
- 7月1日 - 神山智洋、WEST.
- 7月2日 - 小川真奈、女優、声優
- 7月2日 - 兆乾、囲碁女流棋士
- 7月2日 - 西村竜馬、サッカー選手
- 7月2日 - 岸洋佑、歌手、俳優
- 7月2日 - ゆめちゃん、お笑いタレント
- 7月3日 - カレン、演歌歌手
- 7月3日 - 安井レイ、ファッションモデル
- 7月5日 - 仲根紗央莉、女優
- 7月5日 - たかまつなな、お笑いタレント
- 7月6日 - 北川里奈、声優
- 7月6日 - 黒羽麻璃央、俳優
- 7月6日 - ファイルーズあい、声優
- 7月7日 - 波木はるか、AV女優
- 7月7日 - 吉田夕梨花、カーリング選手
- 7月7日 - 篠崎こころ、コスプレイヤー
- 7月9日 - 野村亮介、元プロ野球選手
- 7月9日 - 佐藤真知子、日本テレビアナウンサー
- 7月10日 - 八木俊彦、俳優、タレント
- 7月11日 - 石崎なつみ、女優
- 7月12日 - 宮下舞花、歌手、元放課後プリンセス
- 7月12日 - 森夏美、岡山放送アナウンサー
- 7月13日 - のん、女優、ファッションモデル
- 7月14日 - 中川義貴、サッカー選手
- 7月14日 - 山本彩、シンガーソングライター、元NMB48
- 7月15日 - 橋本良亮、A.B.C-Z、俳優
- 7月15日 - 吉田正尚、プロ野球選手
- 7月15日 - ももせもも、グラビアアイドル
- 7月16日 - 宮之原健、元プロ野球選手
- 7月16日 - 廣田隆治、サッカー選手
- 7月16日 - 松田利冴、声優、双子の姉
- 7月17日 - 松田颯水、声優、双子の妹
- 7月17日 - 大川藍、ファッションモデル、元アイドリング!!!
- 7月17日 - 桜井ひかり、女優
- 7月17日 - としみつ、YouTuber（東海オンエア）
- 7月18日 - 片岡沙耶、女優、歌手
- 7月18日 - 春名美咲、女優、モデル
- 7月18日 - 石川恋、女優、タレント、モデル
- 7月19日 - 歳内宏明、元プロ野球選手
- 7月19日 - 原樹理、プロ野球選手
- 7月20日 - 斉藤優里、元乃木坂46
- 7月21日 - 桑原将志、プロ野球選手
- 7月22日 - 仲村美涼、琉球放送アナウンサー
- 7月22日 - 長与梨加、女優
- 7月22日 - 森夏美、元東海テレビ放送アナウンサー
- 7月26日 - トミー、YouTuber（水溜りボンド）
- 7月26日 - 片渕茜、元テレビ東京アナウンサー
- 7月27日 - 藍谷莉穂、クラビアアイドル
- 7月28日 - 菅谷哲也、俳優、タレント
- 7月29日 - 増田大輝、プロ野球選手
- 7月29日 - 菅沼千紗、声優
- 7月30日 - 宮崎美穂、タレント、元AKB48
- 7月30日 - 田中陽子、サッカー選手
- 7月30日 - 富樫勇樹、プロバスケットボール選手

### 8月
- 8月2日 - 丸山夏鈴、歌手、タレント（+ 2015年）
- 8月2日 - 川崎貴弘、プロ野球選手
- 8月3日 - 熊井友理奈、ファッションモデル、女優、元Berryz工房
- 8月3日 - 野崎雅也、サッカー選手
- 8月4日 - 立原勇武、俳優
- 8月4日 - 白濱亜嵐、GENERATIONS from EXILE TRIBE
- 8月4日 - 西濵幹紘、元プロ野球選手
- 8月5日 - 大後寿々花、女優
- 8月5日 - 米谷真一、野球選手
- 8月5日 - 今村彩夏、元声優
- 8月6日 - 石原夏織、声優、ゆいかおり
- 8月7日 - ふくらP、クイズプレイヤー
- 8月8日 - 星月れお、AV女優
- 8月9日 - 近藤健介、プロ野球選手
- 8月10日 - 中島裕翔、Hey! Say! JUMP、俳優
- 8月11日 - 大久保光、モーターサイクル・ロードレースライダー
- 8月11日 - 松本剛、プロ野球選手
- 8月11日 - 山崎晃大朗、プロ野球選手
- 8月11日 - 澁谷梓希、声優、元i☆Ris
- 8月12日 - 宮﨑あずさ、NHKアナウンサー
- 8月13日 - 成瀬理沙、元AKB48
- 8月13日 - 三家和真、プロ野球選手
- 8月16日 - 三上悠亜、AV女優・アイドル
- 8月17日 - 丸山奏子、プロ雀士
- 8月18日 - 芳川庸、プロ野球選手
- 8月18日 - 藤井流星、WEST.
- 8月20日 - 秋元真夏、元乃木坂46、女優
- 8月21日 - 安達直人、声優、俳優
- 8月21日 - 山下菜々子、女優
- 8月23日 - 五十嵐健人、俳優
- 8月24日 - 古賀葵[Web 5]、声優
- 8月24日 - 中西亜結、アイドル
- 8月24日 - 為田大貴、サッカー選手
- 8月26日 - 竹間梨香、女優
- 8月27日 - 佐藤あゆみ、NHKアナウンサー
- 8月28日 - 山崎あおい、シンガーソングライター
- 8月28日 - 雨宮天、声優
- 8月30日 - 財前光希、ファッションモデル
- 8月30日 - まひる、お笑いタレント（ガンバレルーヤ）
- 8月30日 - 石井利佳、タレント、歌手
- 8月31日 - 今井遥、フィギュアスケート選手

### 9月
- 9月1日 - 今永昇太、プロ野球選手
- 9月2日 - 大谷瑠奈、タレント、女優
- 9月2日 - 木内江莉、タレント、女優
- 9月2日 - 藤村慶太、サッカー選手
- 9月2日 - 森川夕貴、テレビ朝日アナウンサー
- 9月2日 - 山﨑丈路、アメリカンフットボール選手
- 9月3日 - 青木柊太、俳優
- 9月3日 - 池岡亮介、俳優
- 9月3日 - 釜元豪、プロ野球選手
- 9月3日 - 伊東幸敏、サッカー選手
- 9月3日 - 桐原真奈、女優
- 9月3日 - 小池里奈、女優、タレント、モデル
- 9月3日 - 栩原笑生、俳優
- 9月3日 - 松本梨奈、元SKE48
- 9月6日 - 蔵下穂波、女優
- 9月6日 - 大津晃介、プロアイスホッケー選手
- 9月8日 - 辻陽太、プロレスラー
- 9月9日 - 平原みなみ、AV女優
- 9月10日 - 西野友毬、フィギュアスケート選手
- 9月11日 - 川本稜、俳優
- 9月13日 - 高畑裕太、俳優
- 9月13日 - 橋本梨菜、グラビアアイドル
- 9月14日 - 奥谷楓、声優
- 9月14日 - 高田翔、ジャニーズJr.、俳優
- 9月14日 - 西野貴治、サッカー選手
- 9月15日 - 佐藤和也、俳優
- 9月16日 - 沢井美空、シンガーソングライター
- 9月16日 - 前貴之、サッカー選手
- 9月17日 - 廣瀬聡子、グラビアアイドル、女優
- 9月18日 - 福見真紀、グラビアアイドル
- 9月19日 - 渡辺美優紀、元NMB48
- 9月19日 - 菅原祥太、プロ野球選手
- 9月19日 - 奈良竜樹、サッカー選手
- 9月19日 - 春野ゆう、シンガーソングライター
- 9月19日 - 金子きょんちぃ、お笑い芸人（ぱーてぃーちゃん）
- 9月20日 - 小川拓哉、俳優
- 9月21日 - 高橋賢人、俳優
- 9月21日 - 富岡涼、俳優
- 9月21日 - 堤裕貴、プロ野球選手
- 9月22日 - 後藤果萌、女優
- 9月22日 - 森保圭悟、サッカー選手
- 9月22日 - 普天間みさき、ファッションモデル、女優
- 9月22日 - 豊山亮太、元大相撲力士
- 9月23日 - 永島謙二郎、タレント、俳優、モデル
- 9月24日 - 鈴村あいり、AV女優
- 9月25日 - 菅野莉央、女優
- 9月25日 - 高槻かなこ、歌手、声優（Aqours）
- 9月26日 - 塚田貴之、プロ野球選手
- 9月27日 - 長井短、モデル、女優
- 9月28日 - 浅田ひとみ、グラビアアイドル
- 9月28日 - 石川紗都美、ファッションモデル
- 9月28日 - 小野文明、 NHKアナウンサー
- 9月28日 - 鈴木駿、俳優
- 9月28日 - 樋越優一、プロ野球選手
- 9月29日 - 大島江里奈、ファッションモデル
- 9月30日 - 橘花梨、女優
- 9月30日 - 佐藤敏基、アメリカンフットボール選手（K）

### 10月
- 10月1日 - 水沢奈子、グラビアアイドル、女優
- 10月2日 - 桑名里瑛、女優
- 10月2日 - 佐藤まりあ、女優
- 10月3日 - 大澤勇斗、プロアイスホッケー選手
- 10月4日 - 大谷友理、タレント
- 10月4日 - 大野未来、ファッションモデル、女優
- 10月4日 - 大場はるか、女優
- 10月4日 - 大松絵美、お笑いタレント
- 10月4日 - 桑原成吾、俳優
- 10月5日 - 前田潮里、女優
- 10月5日 - 若元春港、大相撲力士
- 10月5日 - 井口理、歌手（King Gnu）
- 10月5日 - 加藤寿一、バスケットボール選手
- 10月6日 - 朝比奈彩、ファッションモデル
- 10月6日 - 西山恵子、モデル
- 10月6日 - 元木聖也、俳優
- 10月8日 - 大田ななみ、女優
- 10月8日 - 上原真央、グラビアアイドル
- 10月8日 - 城生綾菜、ジュニアアイドル
- 10月8日 - 山本恵里伽、アナウンサー
- 10月9日 - 佐村・トラヴィス・幹久、プロ野球選手
- 10月9日 - 児玉龍也、プロ野球選手
- 10月10日 - 木下雄介、プロ野球選手（+ 2021年）
- 10月10日 - 山本泰寛、プロ野球選手
- 10月11日 - 春日野結衣、AV女優
- 10月11日 - 比嘉真美子、ゴルファー
- 10月11日 - 美華、ファンタ☆ピース、女優
- 10月12日 - 増田嵐樹、俳優
- 10月12日 - 森咲樹、アップアップガールズ（仮）
- 10月12日 - 藤松祥子、女優
- 10月13日 - 石川界人[Web 6]、声優
- 10月13日 - 田中亮明、アマチュアボクシング選手
- 10月14日 - 永瀬貴規、柔道家
- 10月14日 - 伴美幸、ファッションモデル
- 10月14日 - 渡辺勝、プロ野球選手
- 10月17日 - 塩顕治、俳優
- 10月18日 - 岡田明丈、プロ野球選手
- 10月19日 - 安倍エレナ、ファッションモデル
- 10月19日 - 片岡涼、俳優
- 10月19日 - 副島美咲、女優
- 10月19日 - 田辺みお、グラビアアイドル
- 10月19日 - 熊原健人、プロ野球選手
- 10月20日 - 古村徹、プロ野球選手
- 10月20日 - 原田修佑、テレビ東京アナウンサー
- 10月20日 - 佐藤大宗、近代五種競技選手
- 10月21日 - 桜井俊貴、プロ野球選手
- 10月22日 - 中川安奈、NHKアナウンサー
- 10月23日 - 上村祐翔、声優、俳優
- 10月23日 - 小林愛香、歌手、声優（Aqours）
- 10月26日 - 竹内寿、俳優
- 10月26日 - 釜田佳直、プロ野球選手
- 10月26日 - 野村直矢、プロレスラー
- 10月26日 - 野村卓矢、プロレスラー
- 10月27日 - 檜山沙耶、気象キャスター
- 10月29日 - 宮澤成良、ファッションモデル、元乃木坂46
- 10月30日 - てつや、YouTuber（東海オンエア）
- 10月31日 - 朝倉海、総合格闘家

### 11月
- 11月1日 - 新井千鶴、柔道家
- 11月3日 - 松本メイ、AV女優
- 11月4日 - 吉持亮汰、プロ野球選手
- 11月5日 ‐ 多和田秀弥、俳優
- 11月6日 - 持丸加賀、俳優、声優
- 11月7日 - 大木梓彩、タレント、女優
- 11月9日 - 江原美優、女優、ファッションモデル
- 11月10日 - 田所あずさ、声優
- 11月10日 - 大栄翔勇人、大相撲力士
- 11月10日 - 坂本誠志郎、プロ野球選手
- 11月11日 - 林祐衣、ダンサー
- 11月14日 - 野村周平、俳優
- 11月15日 - 紗綾、グラビアアイドル、女優
- 11月18日 - 田口達也、 Non Stop Rabbit
- 11月19日 - 橋本甜歌、女優、タレント、ファッションモデル、元YouTuber
- 11月20日 - 佐藤すみれ、元女優、元AKB48および元SKE48
- 11月20日 - 宮﨑香蓮、女優
- 11月21日 ‐ 渡邊圭祐、俳優
- 11月22日 - 成田凌、俳優、ファッションモデル
- 11月23日 - 山内颯、俳優
- 11月23日 - 堤礼実、フジテレビアナウンサー
- 11月24日 - 相原えみり、女優
- 11月24日 - 健汰、俳優
- 11月25日 - 井上藍香、子役
- 11月25日 - 高樹リサ、ファッションモデル、タレント
- 11月25日 - 守屋功輝、プロ野球選手
- 11月26日 - 小野恵令奈、元女優、元歌手、元AKB48
- 11月26日 - 船越涼太、プロ野球選手
- 11月27日 - 阿部亮平、アイドル(Snow Man)
- 11月29日 - 芦田実沙寿、グラビアアイドル、女優
- 11月29日 - 北原沙弥香、声優
- 11月30日 - 知念侑李、Hey! Say! JUMP、元NYC、俳優、声優
- 11月30日 - 中村隼人、歌舞伎俳優、俳優

### 12月
- 12月1日 - 伊東舞、女優
- 12月1日 - 田中豊樹、プロ野球選手
- 12月2日 - 石田晴香、タレント、声優、元AKB48
- 12月2日 - 中村愛音、フィギュアスケート選手
- 12月2日 - 川崎由意、プロボウラー
- 12月3日 - 髙橋郁哉、俳優、タレント
- 12月3日 - 中川誠也、プロ野球選手
- 12月5日 - 國場翼、プロ野球選手
- 12月6日 - 高野祐衣、タレント、吉本坂46、元NMB48
- 12月7日 - 清水希容、空手家
- 12月7日 - 鈴木雄斗、サッカー選手
- 12月11日 - 城戸愛莉、ファッションモデル、女優
- 12月11日 - 谷内里早、女優、ファッションモデル
- 12月11日 - 青柳晃洋、プロ野球選手
- 12月13日 - 川上ジュリア、JURIAN BEAT CRISIS
- 12月13日 - 鈴木唯、フジテレビアナウンサー
- 12月13日 - 中田絢千、タレント
- 12月13日 - 保田真愛、グラビアアイドル
- 12月14日 ‐ 保住有哉、声優
- 12月14日 - ホルコムジャック和馬、NHKアナウンサー
- 12月15日 - 新木優子、ファッションモデル、女優
- 12月15日 - 亀井有馬 、俳優、ゲーム実況者、
- 12月16日 - 中村麻里子、元サンテレビ契約アナウンサー、元AKB48
- 12月16日 - 坂田梨香子、ファッションモデル、女優
- 12月16日 - 小島藤子、タレント、女優、モデル
- 12月16日 - 柴田竜拓、プロ野球選手
- 12月16日 - 安西慎太郎、俳優
- 12月17日 - 衣川里佳、声優
- 12月18日 - 小島梨里杏、女優
- 12月19日 - 和川ミユウ、女優、歌手
- 12月20日 - 木下ミシェル、ファッションモデル、元SKE48
- 12月20日 - 西村優奈、女優、タレント
- 12月20日 - 久馬悠、陸上競技選手、双子の姉
- 12月20日 - 久馬萌、陸上競技選手、双子の妹
- 12月20日 - 河村拓哉、クイズプレイヤー
- 12月22日 - 安部ニコル、ファッションモデル
- 12月22日 - 鈴木イザ、ファッションモデル
- 12月23日 - 小島瑠璃子、タレント
- 12月23日 - 中村児太郎 (6代目)、歌舞伎役者
- 12月23日 - 安藤りな、プロ雀士
- 12月24日 - 西内まりや、ファッションモデル、女優
- 12月24日 - 久保裕也、サッカー選手
- 12月24日 - 阿久津真央、元レースクイーン、グラビアモデル
- 12月25日 - 栗田美咲子、ジュニアアイドル
- 12月25日 - 武井咲、ファッションモデル、女優
- 12月27日 - 内田眞由美、タレント、実業家、元AKB48
- 12月27日 - 岡田龍太郎、俳優
- 12月28日 - 新川優愛、グラビアアイドル、ファッションモデル、女優
- 12月29日 - 斉藤雅子、グラビアアイドル
- 12月29日 - 長岡萌映子、バスケットボール選手
- 12月30日 - しばゆー、YouTuber（東海オンエア）
- 12月30日 - 川瀬もえ、  (タレント、グラビアアイドル、レースクイーン)
- 12月31日 - 羽田千尋、声優
- 12月31日 - 橋本祥平、俳優、タレント

## 死去

### 日付不詳
- 中曽根雅夫、俳優、声優（* 1935年）